# STS-135
STS-135 è stata l'ultima missione Space Shuttle, con il lancio avvenuto l'8 luglio 2011 alle 11:29 EDT (17:29 CEST) e atterrata il 21 luglio alle 05:57 EDT (09:57 UTC). Durata 13 giorni, ha trasportato sulla Stazione spaziale internazionale i quattro membri dell'equipaggio insieme al Multi-Purpose Logistics Module Raffaello e al Lightweight Multi-Purpose Carrier, utilizzando come vettore lo Space Shuttle Atlantis.
La STS-134 sarebbe dovuta essere l'ultima missione del programma shuttle. Non essendo quindi programmata alcuna missione come successiva, la NASA aveva predisposto un'apposita missione di recupero, la STS-335, per essere usata in caso di bisogno.
La missione di recupero (LON, Launch On Need) STS-335 è stata convertita dalla NASA nella missione operativa STS-135 nel gennaio del 2011. Vista la regolare conclusione della STS-134, la relativa missione di recupero si è resa superflua e i preparativi sono continuati per la STS-135.

## Statistiche della missione
- 166-esimo volo spaziale NASA con equipaggio
- 135-esima missione dello Space Shuttle da STS-1
- 33-esimo ed ultimo volo dell'Atlantis
- 37-esima missione Shuttle verso la Stazione Spaziale Internazionale
- 110-ecima missione dopo il Disastro dello Space Shuttle Challenger
- 22-esima missione dopo il Disastro dello Space Shuttle Columbia
- Ultima missione del programma Space Shuttle

## Equipaggio
| Ruolo                   | Equipaggio                            | Equipaggio                            |
| ----------------------- | ------------------------------------- | ------------------------------------- |
| Comandante              | Christopher Ferguson, NASA Terzo volo | Christopher Ferguson, NASA Terzo volo |
| Pilota                  | Douglas Hurley, NASA Secondo volo     | Douglas Hurley, NASA Secondo volo     |
| Specialista di missione | Sandra Magnus, NASA Terzo volo        | Sandra Magnus, NASA Terzo volo        |
| Specialista di missione | Rex Walheim, NASA Terzo volo          | Rex Walheim, NASA Terzo volo          |

L'equipaggio delle missioni STS-334/135, annunciato il 14 settembre 2010, è formato da 4 membri. L'ultima missione con soli 4 membri è stata la STS-6.
Sono stati assegnati solo 4 astronauti, invece dei soliti 6, a causa dell'indisponibilità di altri Shuttle per una eventuale missione di recupero. In caso di seri danni all'Atlantis, che ne avrebbero compromesso la sicurezza durante il rientro, l'equipaggio avrebbe dovuto trovare rifugio all'interno della ISS. Sarebbero stati riportati a terra, uno alla volta nel corso di un anno, attraverso le capsule Soyuz.

## Stemma
Lo stemma della missione STS-135 rappresenta lo space shuttle Atlantis nella sua missione di rifornimento alla Stazione Spaziale Internazionale. L'Atlantis, nel centro dello stemma, è circondato da elementi dello stemma della NASA, rappresentando il ruolo centrale che il programma Space Shuttle ha avuto per l'agenzia spaziale statunitense negli ultimi 30 anni, e rende omaggio alla stessa NASA e alle aziende che hanno collaborato al programma che hanno reso possibile gi incredibili risultati del programma. La lettera Omega, l'ultima dell'alfabeto greco, indica che questa missione è l'ultima degli Space Shuttle.

## Missione

### Carico della missione
La missione STS-135 ha trasportato rifornimenti ed equipaggiamento per la stazione spaziale per l'anno 2012. A seguito del termine del programma Space Shuttle, i rifornimenti sono proseguiti tramite il programma Commercial Orbital Transportation Services.

#### Multi-Purpose Logistics Module
La maggior parte del carico della missione è costituito dal Multi-Purpose Logistics Module Raffaello, contenente otto Resupply Stowage Platforms (RSP), due Integrated Stowage Platforms (ISP), sei Resupply Stowage Racks (RSR), e uno Zero-G Stowage Rack (ZSR).
Nel quarto giorno di missione, l'MPLM Raffaello è stato rimosso dalla stiva di carico dell'Atlantis attraverso il braccio robotico della stazione spaziale e agganciato al lato di nadir del modulo Harmony. Dopo aver trasferito sulla stazione spaziale 4 300 kg di rifornimenti, l'MPLM è stato riempito con 2 570 kg di equipaggiamenti non necessari e rifiuti vari. Nell'undicesimo giorno è stato sganciato dal modulo Harmony e riposizionato nella stiva di carico dello shuttle.

#### Lightweight Multi-Purpose Carrier
Il Lightweight Multi-Purpose Carrier (LMC) è stato impiegato per riportare a Terra una pompa per l'ammoniaca malfunzionante per essere analizzata e per comprendere i motivi del malfunzionamento.
La pompa era stivata nell'ExPRESS Logistics Carrier 2 ed è stata sostituita ad agosto 2010.

#### Robotic Refueling Mission
Lo shuttle Atlantis ha trasportato l'equipaggiamento per condurre la prima fase della missione Robotic Refueling Mission. La Robotic Refueling Mission (RRM) è un esperimento progettato per dimostrare e testare gli strumenti, le tecnologie e le tecniche necessarie per rifornire e riparare satelliti nello spazio, in particolar modo i satelliti che non sono progettati per avere manutenzione in orbita. La RRM è stata progettata da NASA e dalla Agenzia Spaziale Canadese.

#### Picosatellite Solar Cell Testbed 2
Lo shuttle Atlantis ha trasportato un satellite miniaturizzato chiamato Picosatellite Solar Cell Testbed 2 (PSSC-2), che è stato lanciato con successo nel tredicesimo giorno di missione.

#### TriDAR
La STS-135 è stata la terza missione a testare un gruppo di sensori chiamato Triangulation and LIDAR Automated Rendezvous and Docking (TriDAR), che ha lo scopo di essere impiegato come sensore per il rendezvous e l'attracco in modo automatico. Sviluppato dalla Neptec Design Group, questo dispositivo è stato testato anche nelle missioni STS-128 e STS-131. Il TriDAR fornisce informazioni di navigazione tramite un sensore 3D laser e un sensore termico.

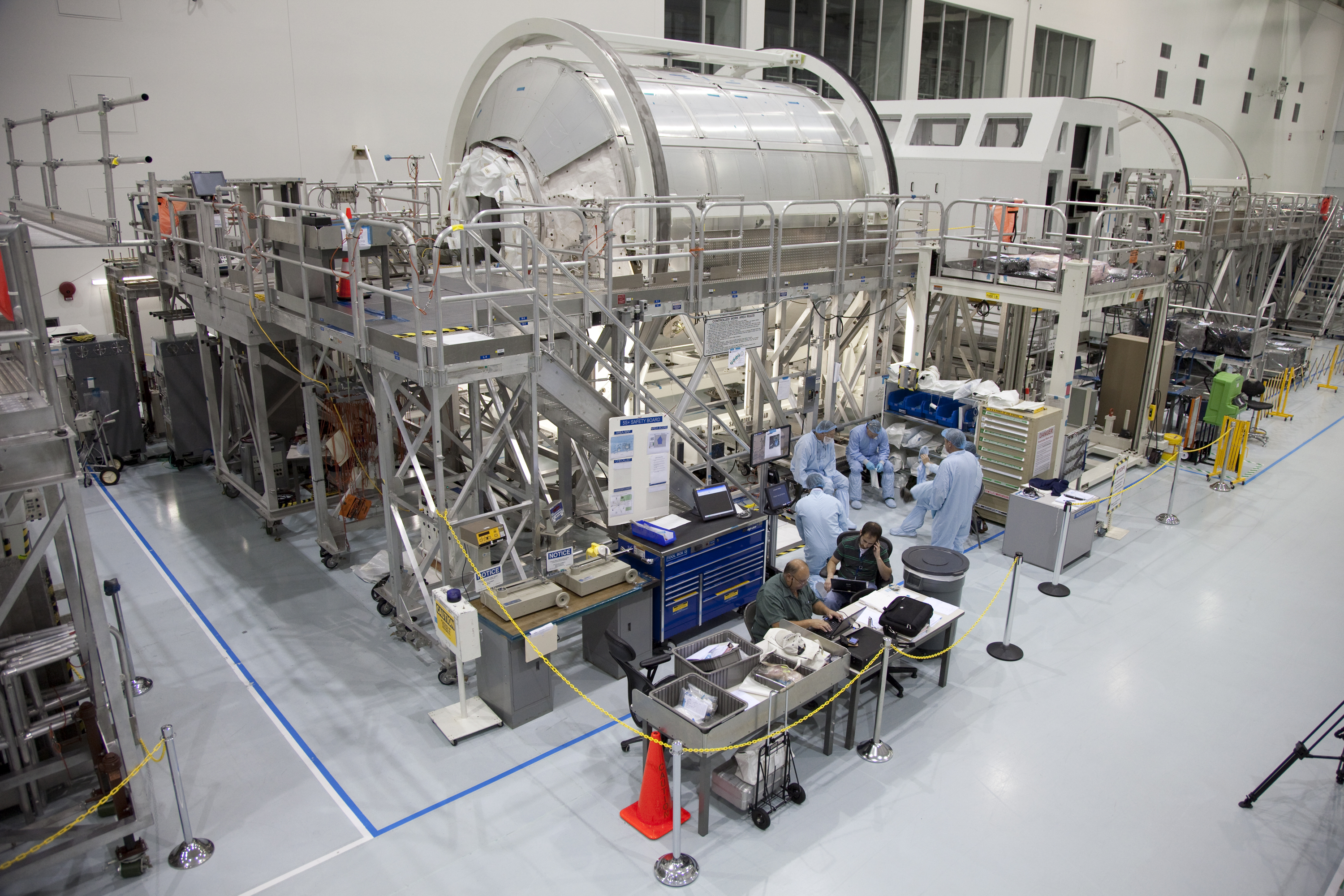
L'MPLM Raffaello nella Space Station Processing Facility.
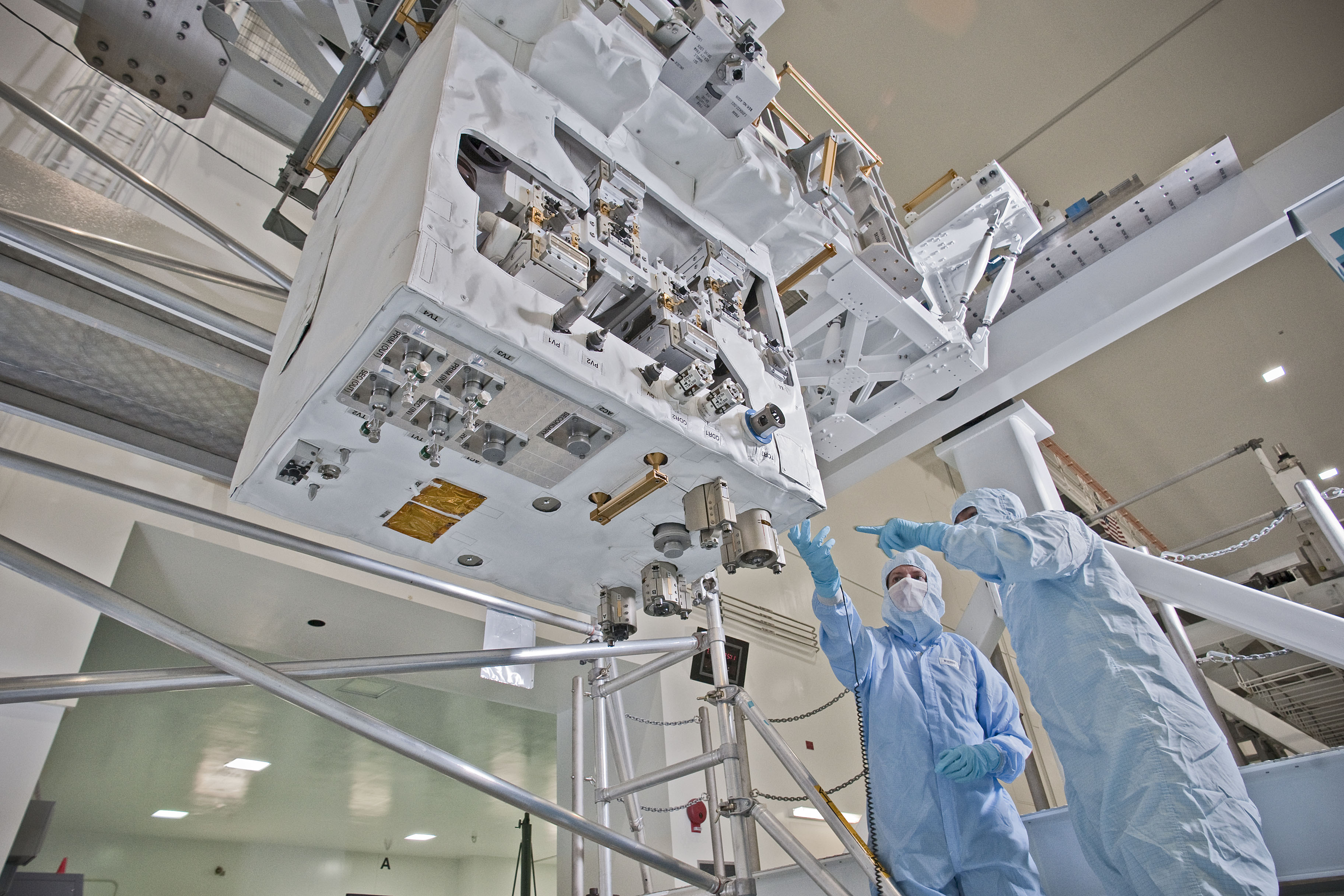
Gli strumenti della Robotic Refueling Mission nella Space Station Processing Facility
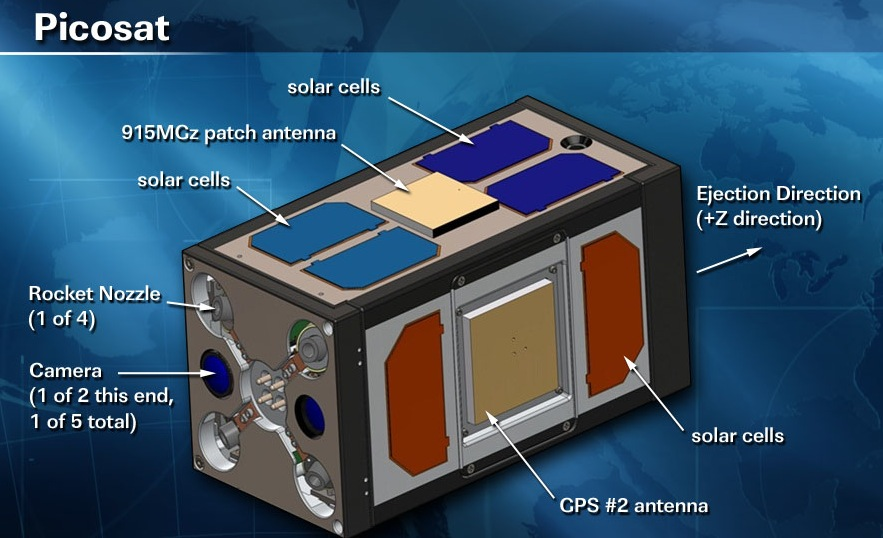
Schema del Picosatellite Solar Cell (PSSC-2)
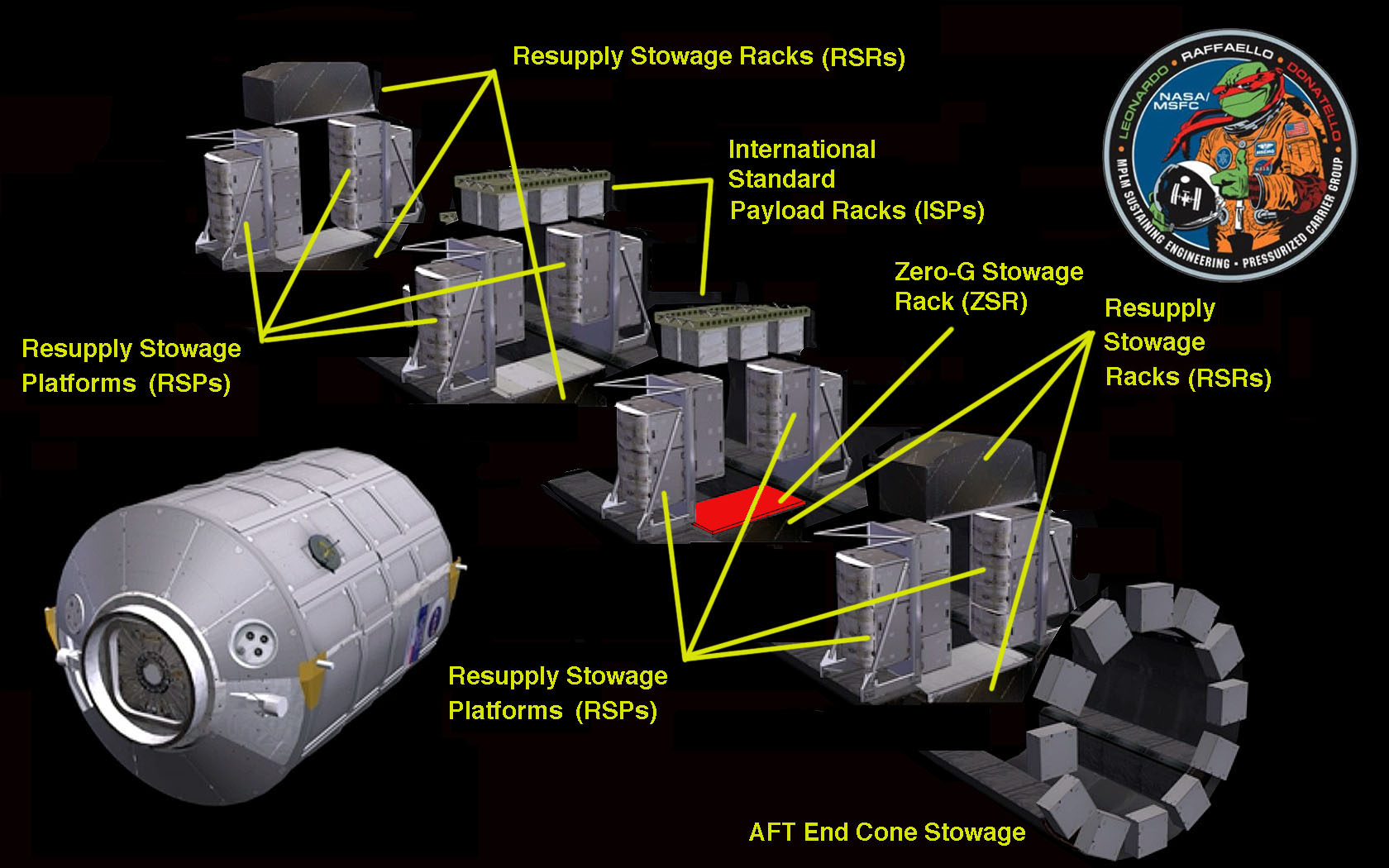
STS-135: Contenuto dell'MPLM Raffaello

### Pre-lancio

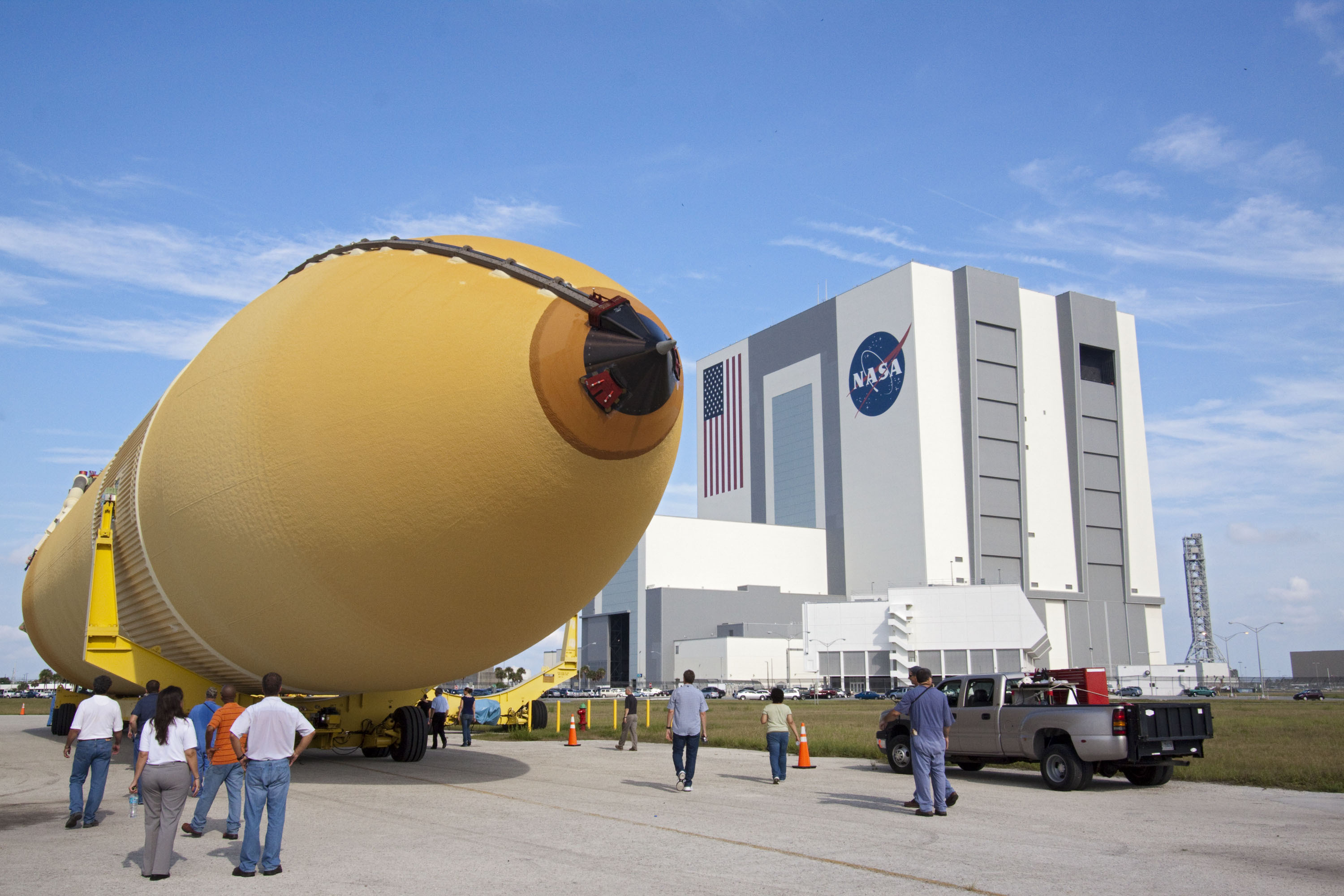
Il serbatoio esterno ET-138 davanti al Vehicle Assembly Building

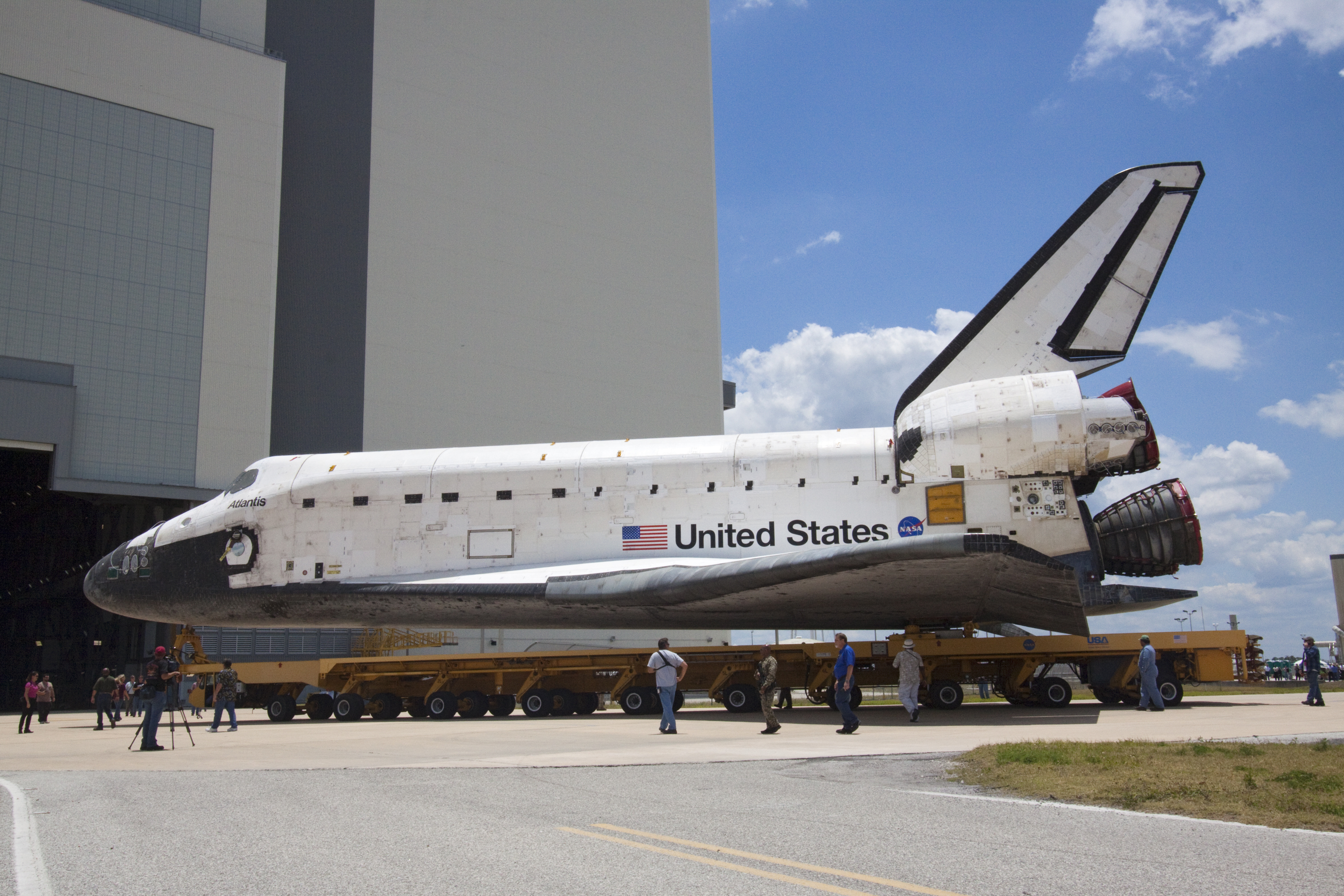
Atlantis effettua il "rollover" verso il Vehicle Assembly Building

Il 29 aprile 2011, il Presidente degli Stati Uniti Barack Obama, accompagnato dalla moglie Michelle Obama e le loro figlie, hanno visitato il Kennedy Space Center.

#### Rollover

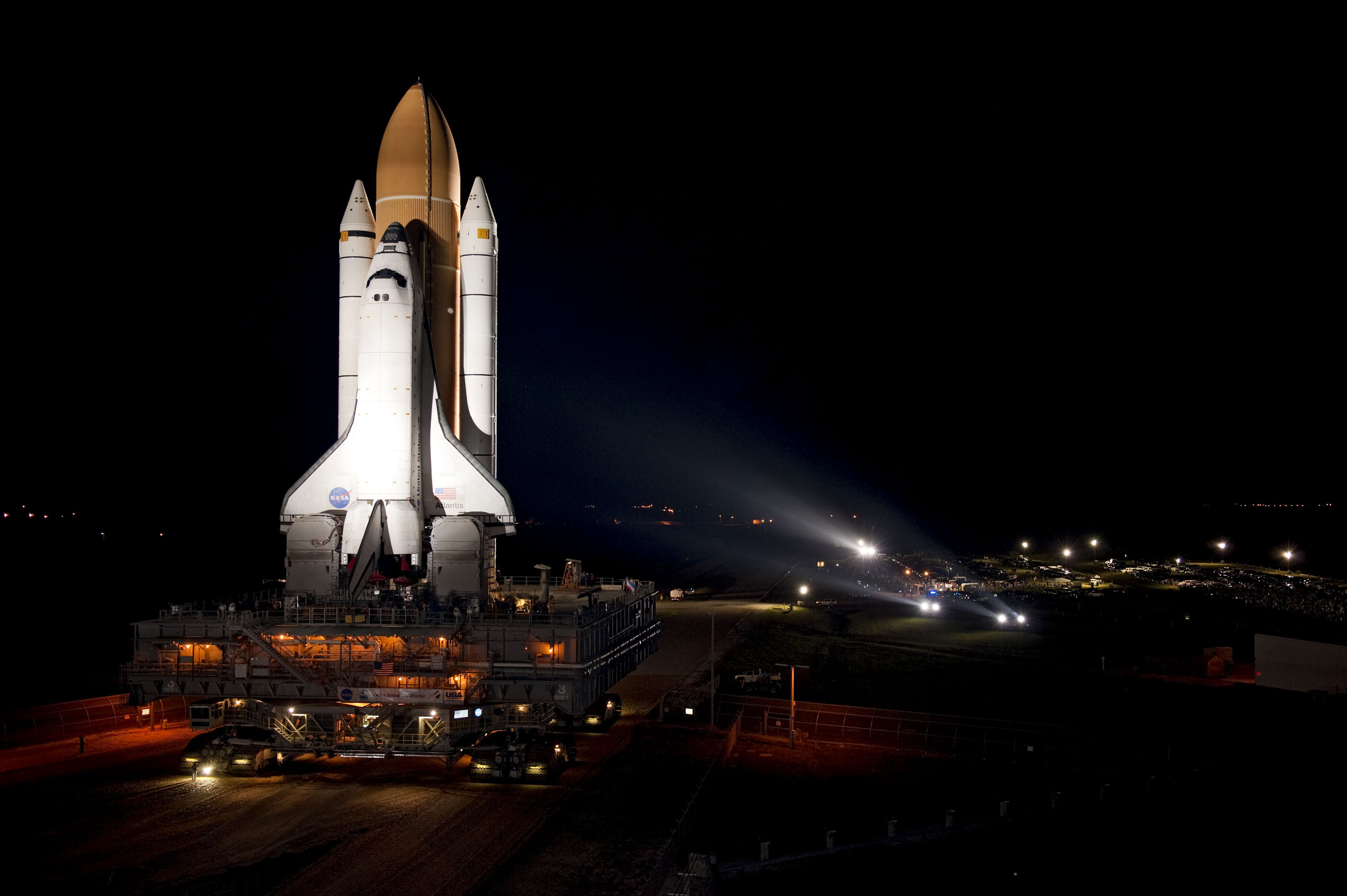
Nell'ultimo, storico rollout di uno Space Shuttle, l'Atlantis viene trasportato con il crawler-trasporter verso la piattaforma di lancio 39A

Il 17 maggio 2011, lo Space Shuttle Atlantis è stato spostato dall' Orbiter Processing Facility 1 (OPF 1) al Vehicle Assembly Building (VAB) per agganciarlo al serbatoio esterno ET-138. Questa operazione è detta rollover. All'interno del VAB il 19 maggio è stato completato l'aggancio tra l'orbiter, il serbatoio esterno e i due Solid Rocket Boosters. Nello stesso giorno, la NASA ha annunciato la data di lancio della missione, fissata per l'8 luglio.

#### Rollout
La fase di rollout, dove lo Shuttle Atlantis è stato trasportato alla piattaforma 39A, è iniziata il 31 maggio alle 20:42 EDT. Dopo aver percorso 5,5 km tramite il crawler-transporter, lo Space Shuttle è giunto sulla piattaforma di lancio alle 03:29 EDT del 1 giugno.
Il rollout dell' Atlantis, ultimo di uno Space Shuttle è stato ammirato da molte persone, tra cui familiari degli impiegati NASA. Mentre l'Atlantis si stava muovendo verso la piattaforma di lancio, l'Endeavour stava atterrando alla Shuttle Landing Facility, completando la missione STS-134.

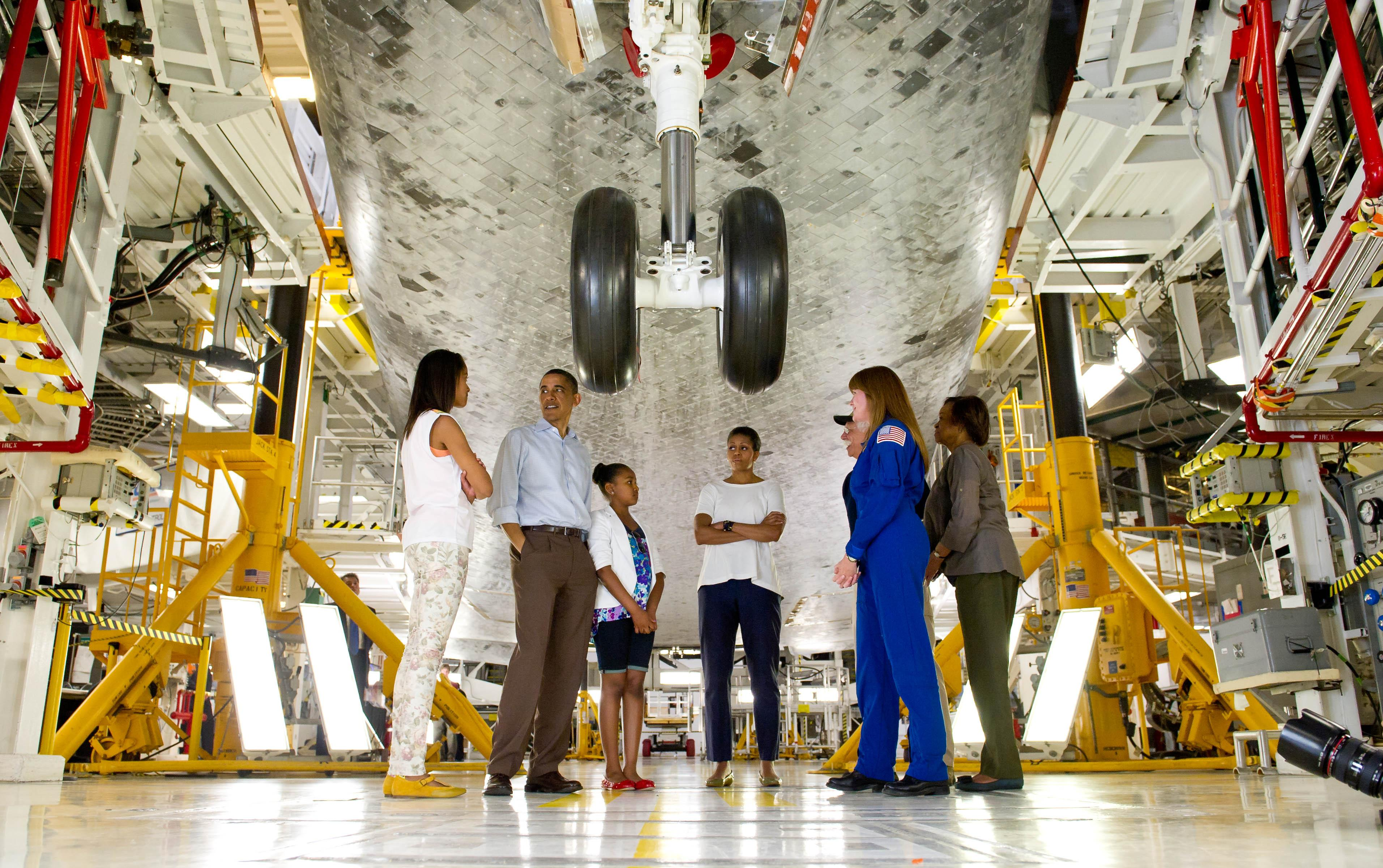
Il Presidente Obama e la sua famiglia all'interno dell'Orbiter Processing Facility, nei pressi dell'orbiter Atlantis
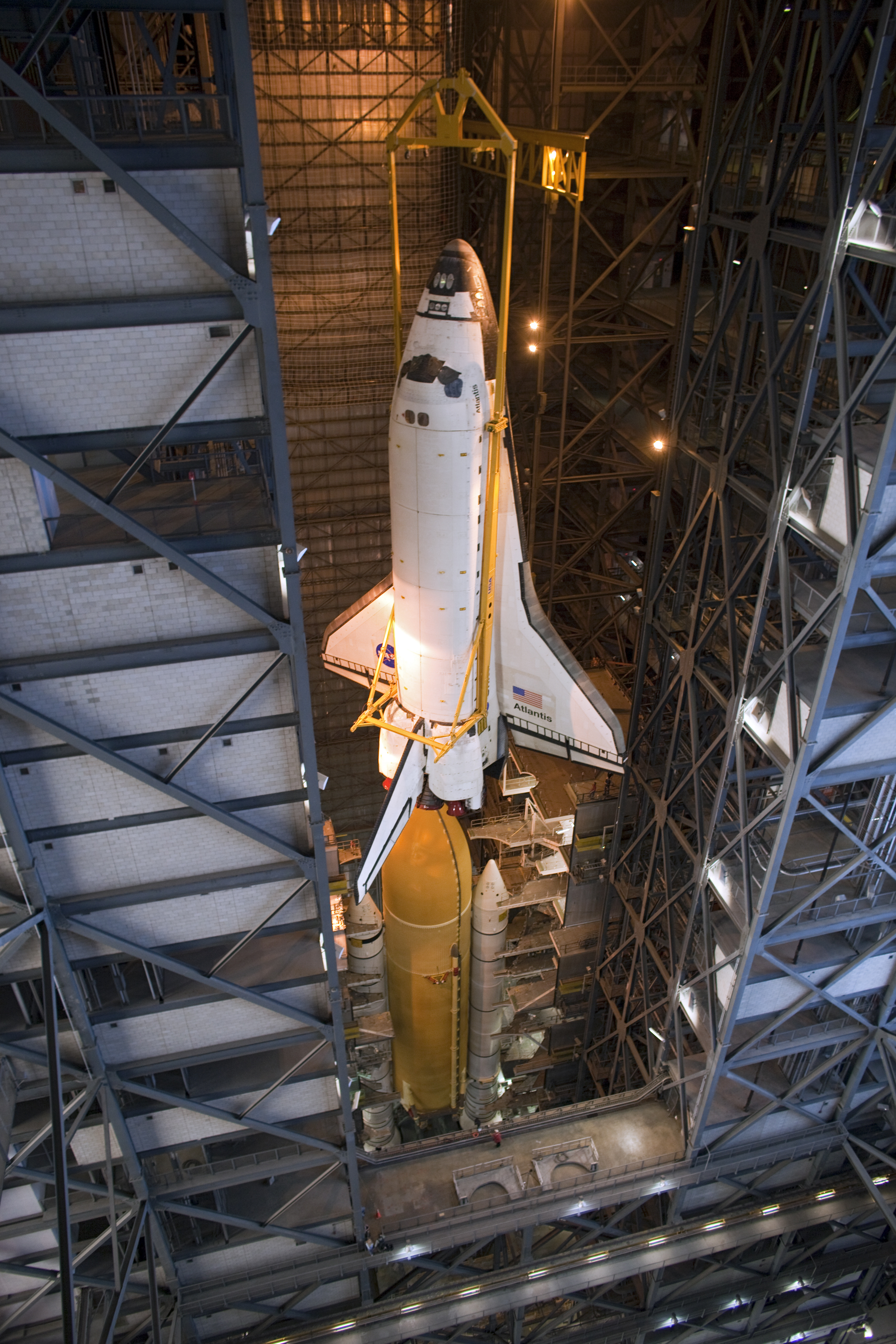
Nel Vehicle Assembly Building, l'orbiter Atlantis viene calato per essere agganciato al serbatoio esterno e ai solid rocket boosters
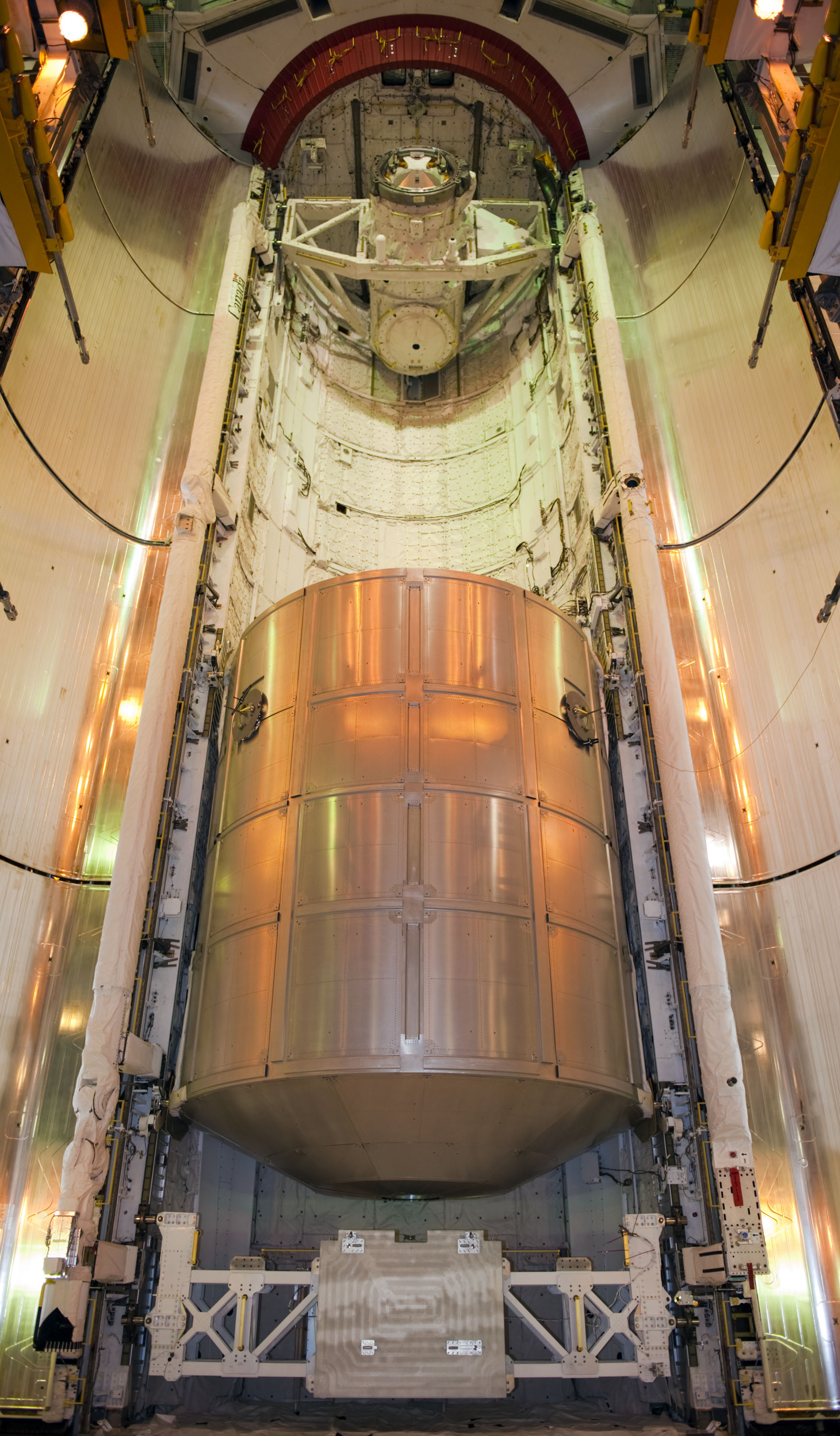
L'MPLM Raffaello all'interno della stiva di carico dell'Atlantis

#### Payload

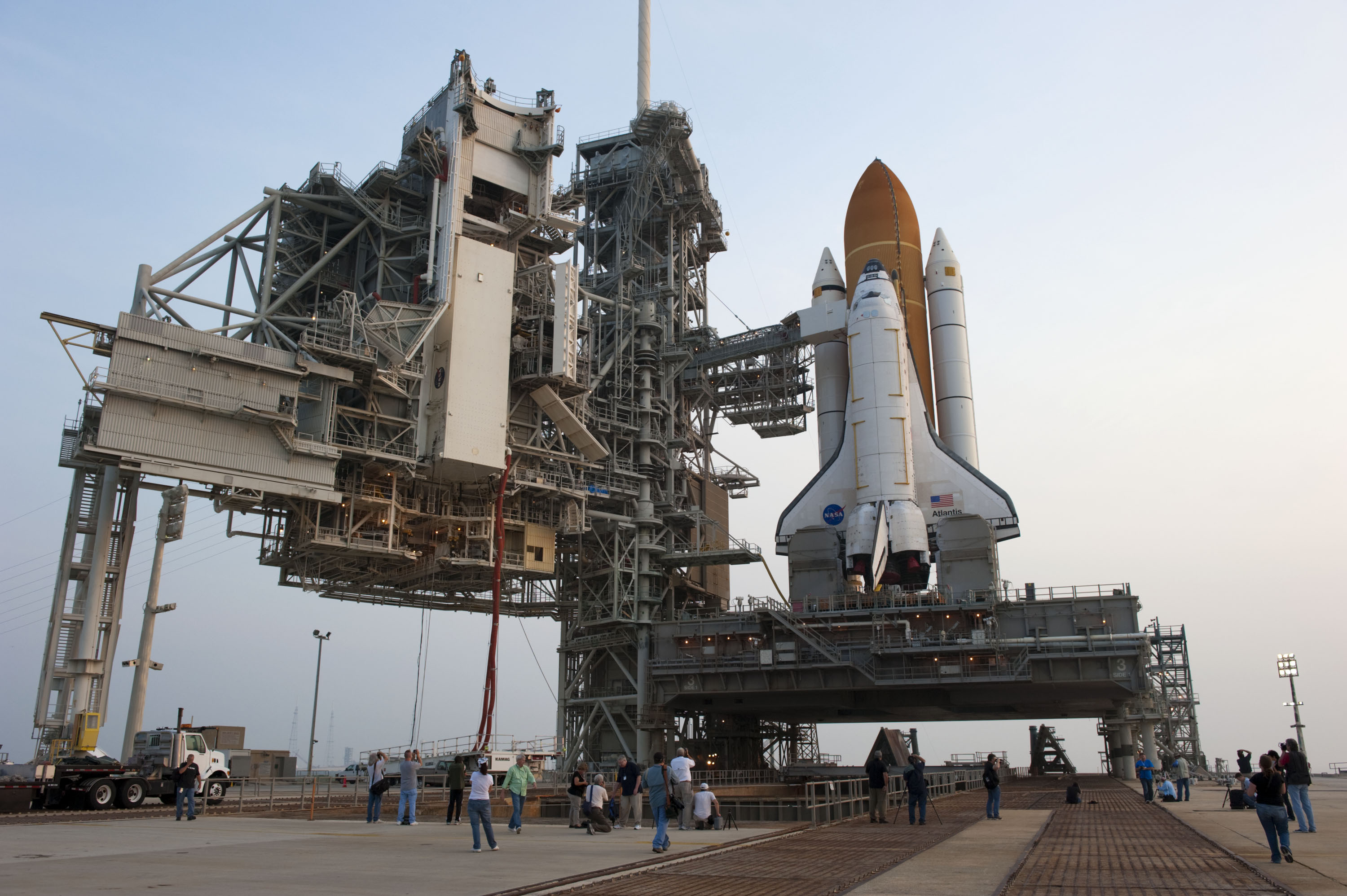
Il contenitore del payload e l'Atlantis sulla piattaforma di lancio 39A

Il 16 giugno il contenitore del carico della missione (payload canister), contenente l'MPLM Raffaello e l'altro equipaggiamento della missione, è stato spostato verso la piattaforma di lancio 39A. L’Atlantis ha trasportato nel ponte intermedio 1 000 kg di equipaggiamento relativo ad esperimenti scientifici, componenti di ricambio per diversi sistemi della stazione spaziale, come i sistemi di supporto vitale, il sistema elettrico e i sistemi informatici e rifornimenti. Il 20 giugno è stata completata l'operazione.

#### Terminal countdown demonstration test
L'equipaggio dell'Atlantis è giunto al Kennedy Space Center a bordo di Northrop T-38 Talon. Dopo il loro arrivo, i quattro astronauti sono stati intervistati da giornalisti, ed hanno sottolineato la valenza storica di questa ultima missione dello Space Shuttle. "Siamo incredibilmente orgogliosi di partecipare all'ultimo volo", ha commentato il comandante Chris Ferguson.

## Cronologia

### 8 luglio (1º giorno - lancio)

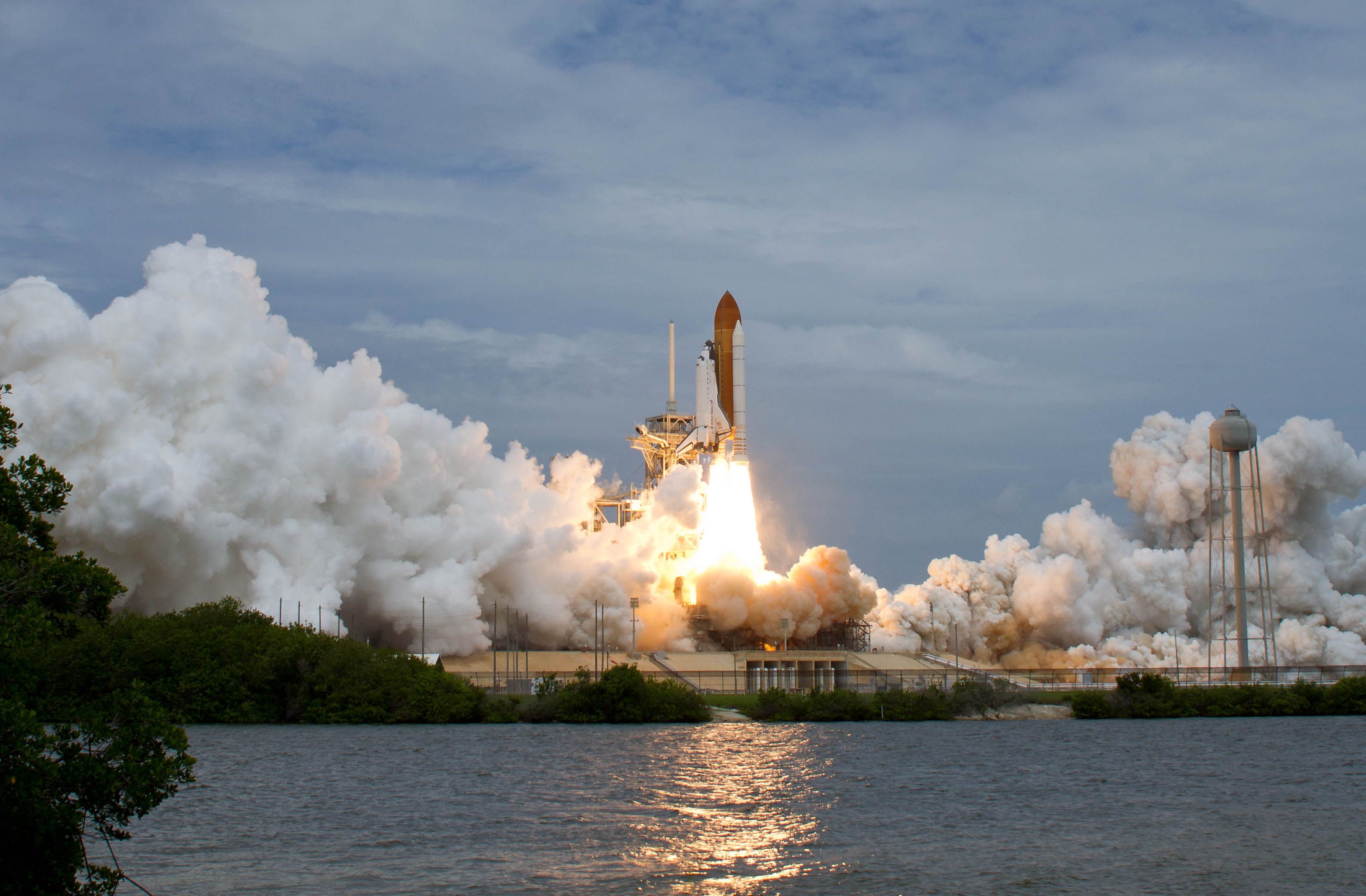
Decollo dello Space Shuttle Atlantis

Il direttore di lancio Mike Leinbach, ha espresso i suoi auguri agli astronauti dell'Atalantis. "Buona fortuna all'equipaggio in questo volo finale di una vera icona americana. Buona fortuna, che Dio vi protegga e divertitevi un po' lassù". "Grazie a te e al tuo team, Mike, stiamo completando un capitolo di un viaggio che non finirà mai. L'equipaggio dell'Atlantis è pronto a partire.", è stata la risposta del comandante Ferguson.
L'Atlantis è decollato per l'ultima volta dal Kennedy Space Center alle 15:29 UTC. Il lancio si è svolto regolarmente, con il distacco dei due Solid Rocket Boosters avvenuto dopo 2 minuti e 5 secondi, e lo spegnimento dei propulsori principali alle 15:37:28 UTC, dopo 8 minuti e 24 secondi di volo. Il serbatoio esterno si è separato dallo Shuttle 21 secondi dopo. La telecamera del serbatoio esterno è stata modificata per riprendere il rientro del serbatoio nell'atmosfera e la conseguente distruzione. L'equipaggio ha effettuato diverse correzioni di traiettoria, tra cui una accensione di 64 secondi dei propulsori OMS che ha portato l'Atlantis in una orbita di 230 x 158 km, e successivamente una accensione di 94 secondi per far corrispondere il percorso orbitale dello Shuttle con quello della stazione spaziale. Quest'ultima correzione di rotta ha aumentato la velocità dello Shuttle di circa 44,1 m/s.
Dopo l'apertura dei portelli della stiva di carico alle 17:03 UTC, l'equipaggio ha iniziato le prime operazioni in orbita, tra cui il dispiegamento dell'antenna in banda Ku e l'attivazione del braccio robotico. I controllori di missione hanno riferito che dalle analisi preliminari, non sono stati individuati eventi significativi di distacco di detriti durante il lancio.

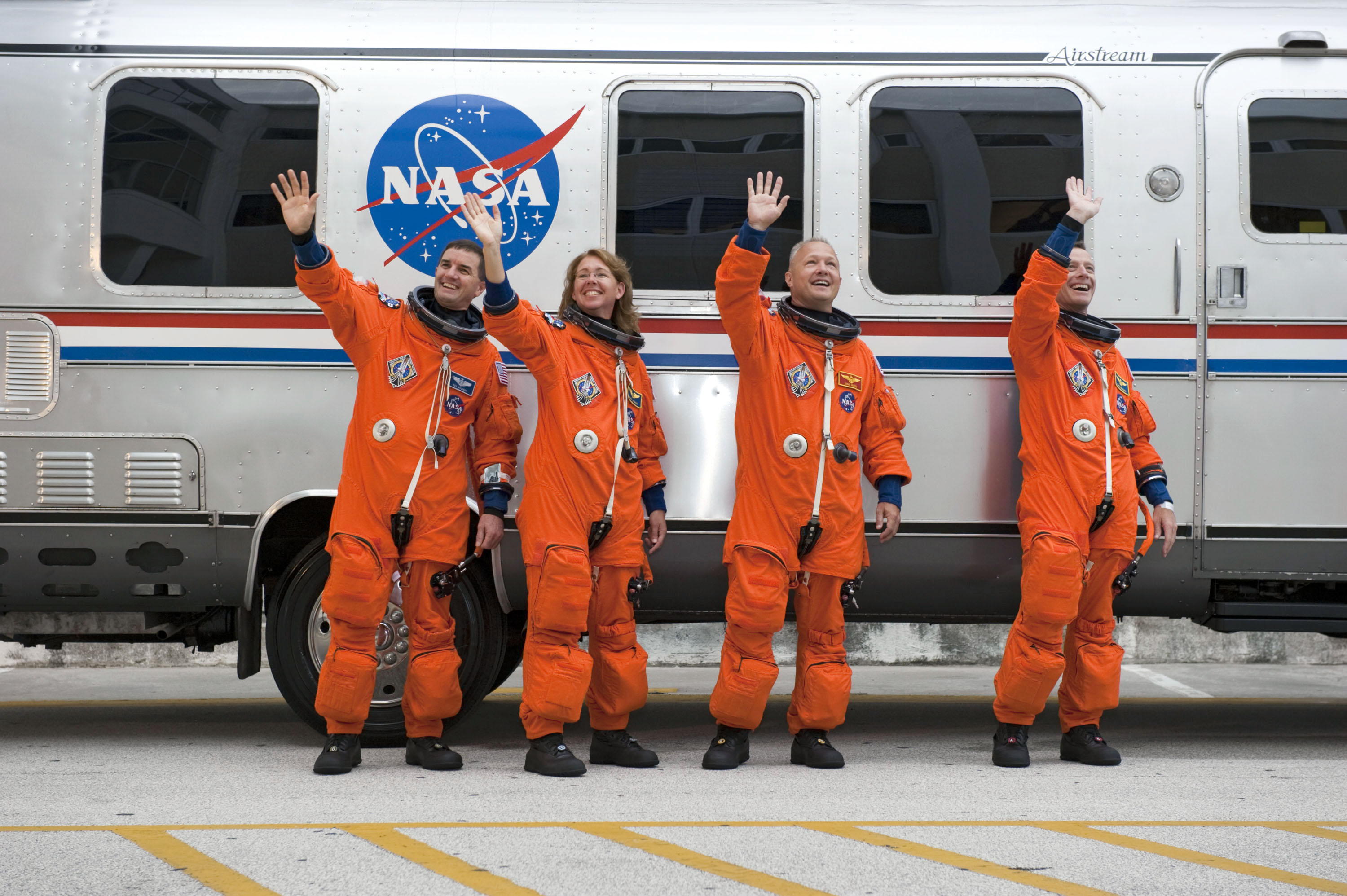
L'equipaggio vicino all'Astrovan prima di raggiungere la piattaforma di lancio
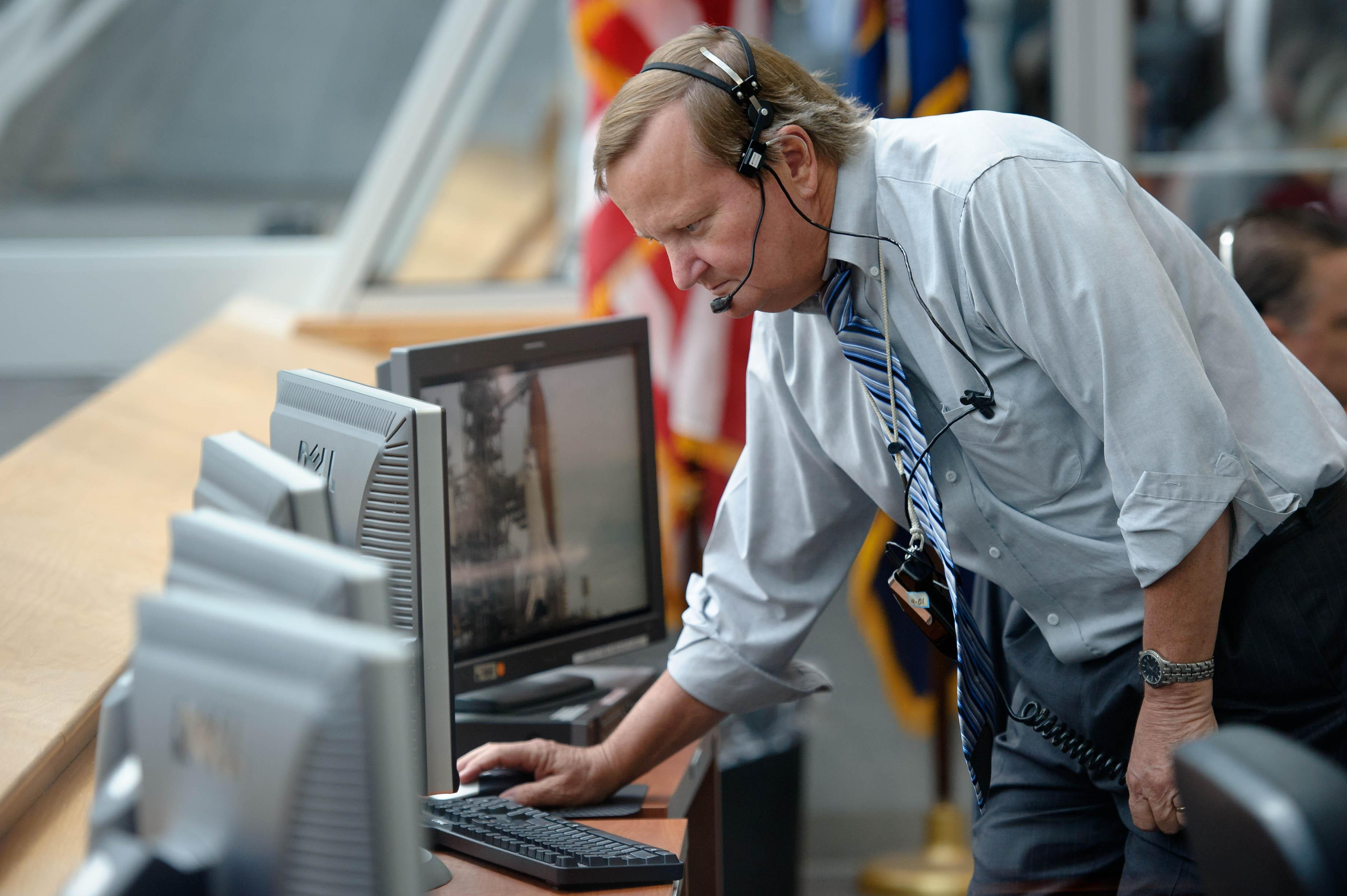
Il direttore di lancio Michael Leinbach controlla l'andamento del conto alla rovescia all'interno del Launch Control Center del Kennedy Space Center
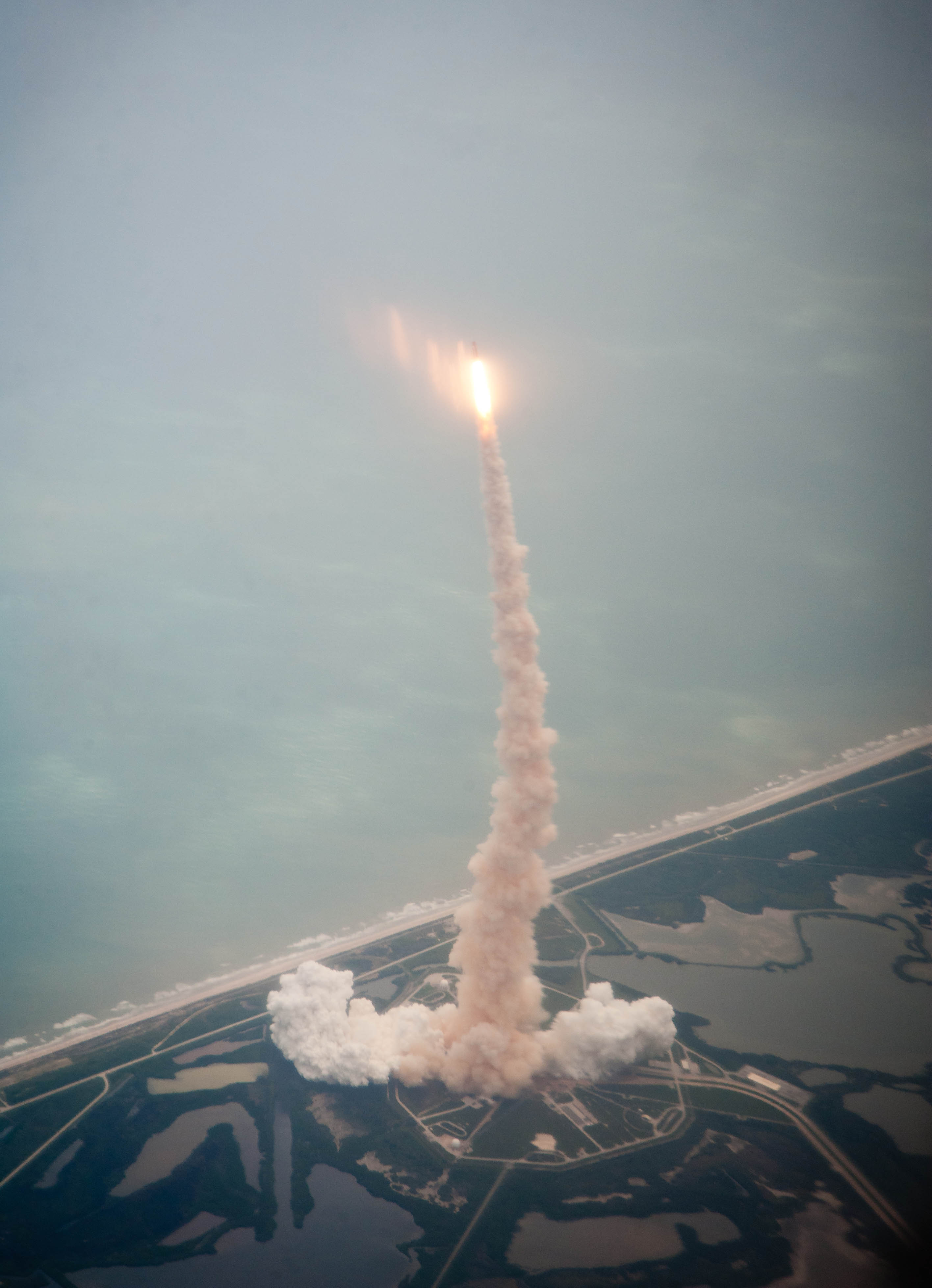
Il lancio dell'Atlantis visto da uno Shuttle Training Aircraft.
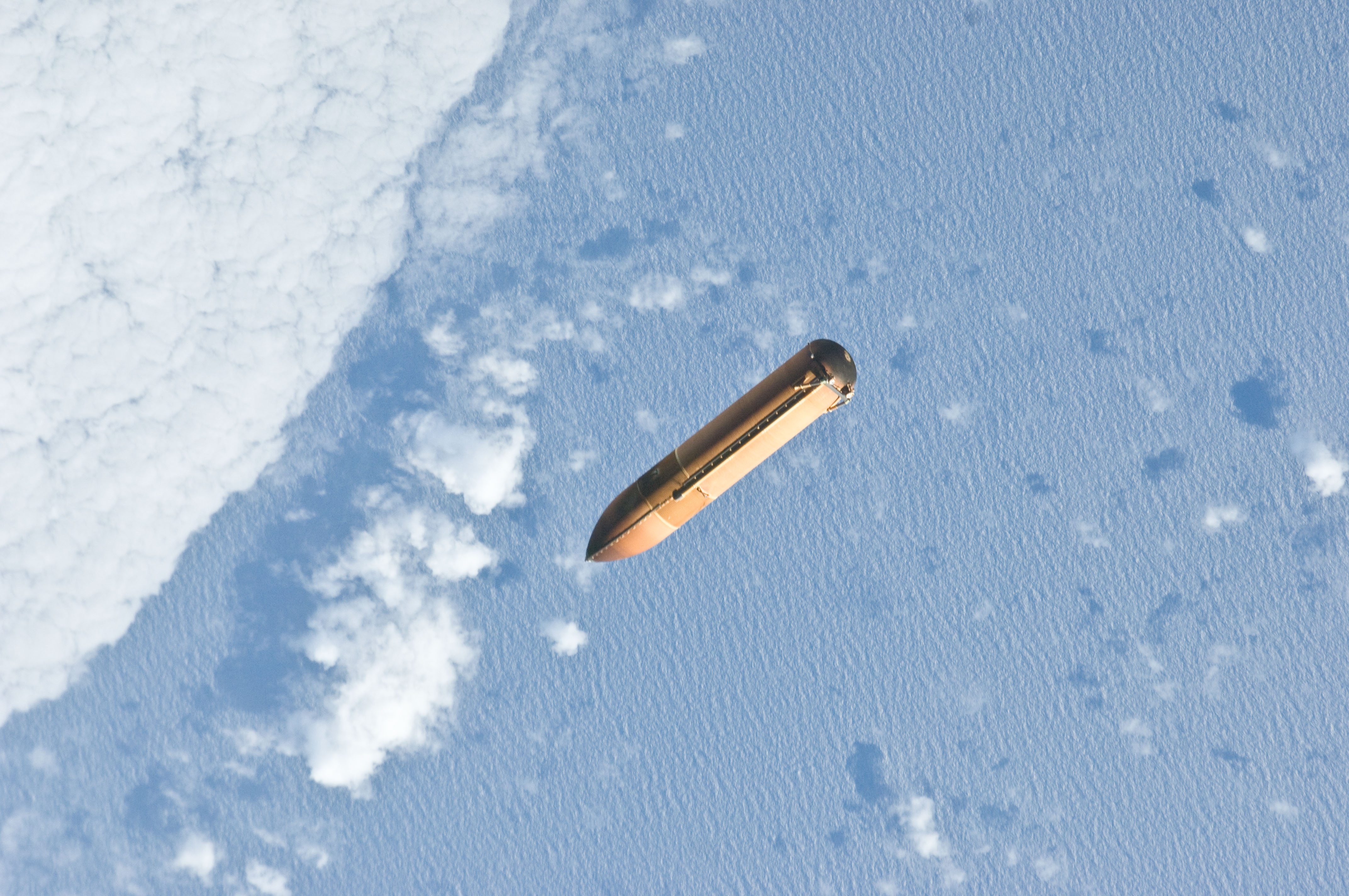
Il serbatoio esterno ET-138 si allontana dallo Shuttle dopo il suo distacco

### 9 luglio (2º giorno)

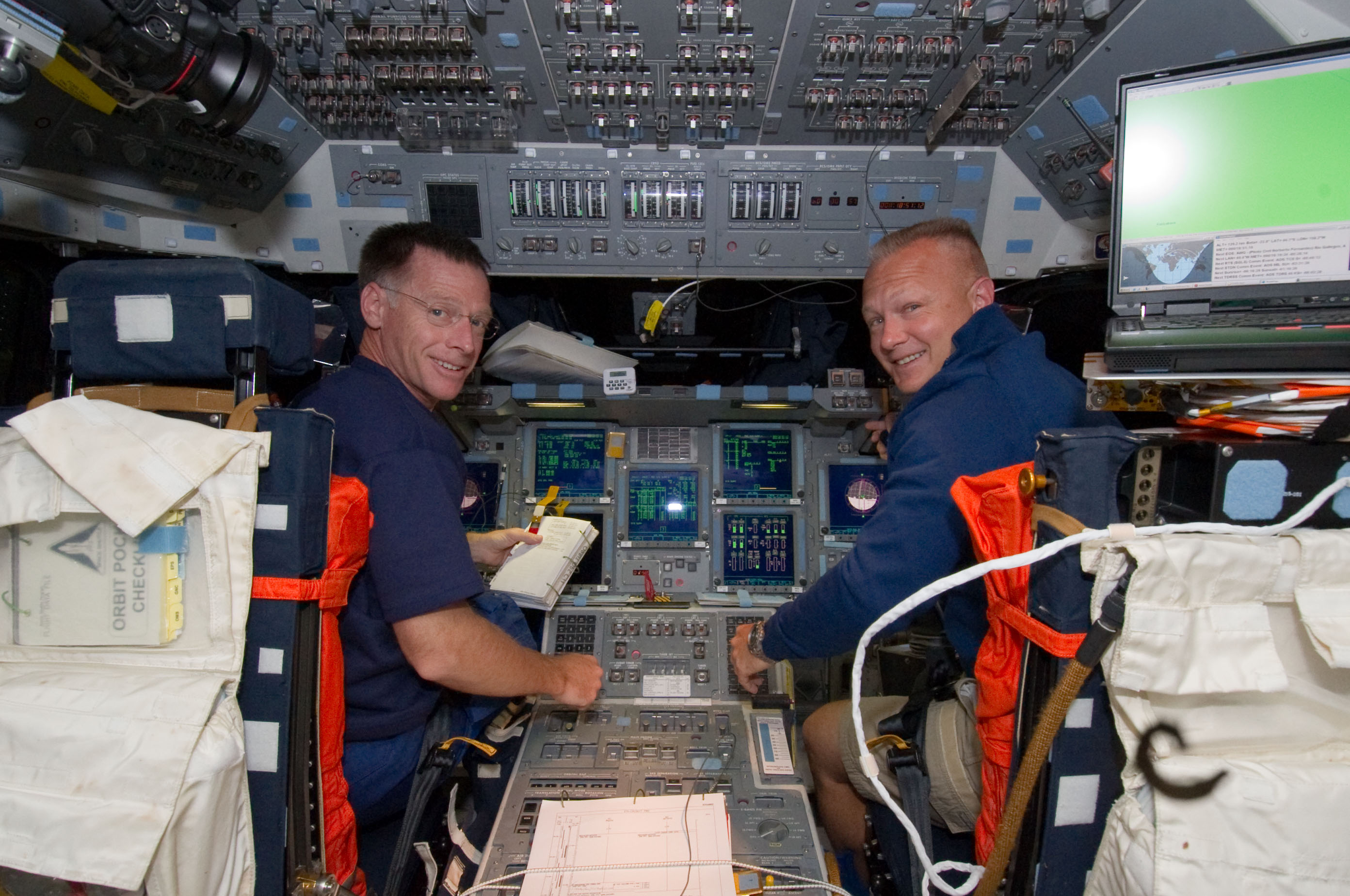
Chris Ferguson e Doug Hurley sul ponte di volo dell'Atlantis

L'attività principale del secondo giorno di missione è stata l'ispezione dello scudo termico tramite l'Orbiter Boom Sensor System per verificare che non abbia subìto danni durante il lancio. Il comandante Ferguson, il pilota Hurley e lo specialista di missione Magnus hanno ispezionato il bordo anteriore delle ali e la parte anteriore dello Shuttle. Le immagini e i dati raccolti dall'OBSS sono stati inviati a terra per essere analizzati.
Mentre veniva condotta l'ispezione, lo specialista di missione Walheim nel ponte intermedio ha iniziato a preparare l'equipaggiamento da trasferire sulla stazione spaziale. In seguito è stato raggiunto da Hurley. Nel frattempo, Ferguson e Magnus hanno installato una telecamera che viene utilizzata per aiutare i piloti nella fase di attracco alla stazione spaziale.
Mentre l'Atlantis effettuava le ultime due correzioni di rotta, sulla stazione spaziale l'equipaggio della Expedition 28 iniziava i preparativi per l'attracco con lo Shuttle. Gli astronauti Fossum, Volkov e Furukawa si sono preparati per le riprese fotografiche che vengono effettuate durante la manovra dello Shuttle detta rendezvous pitch maneuver.

### 10 luglio (3º giorno)

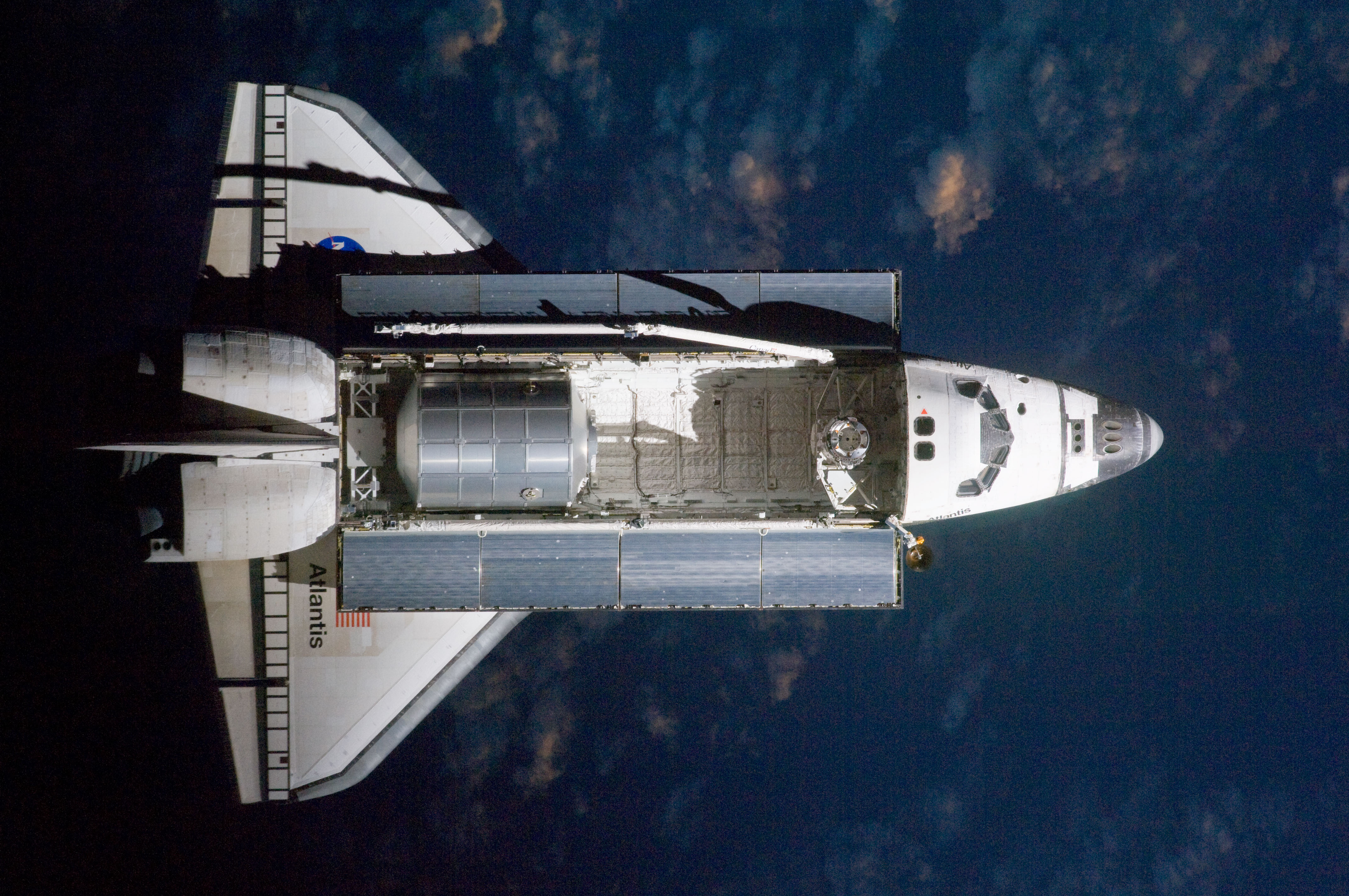
L'Atlantis prima dell'attracco alla stazione

Le attività della terza giornata sono iniziate alle 07:29 UTC con le preparazioni per l'attracco. 
L'equipaggio ha incontrato un piccolo problema causato dal malfunzionamento di uno dei General Purpose Computer dell'Atlantis. Questo evento non ha avuto conseguenze per le operazioni perché è un componente ridondante.
Il comandante Ferguson e il pilota Hurley hanno completato una serie di correzioni orbitali per raggiungere la stazione spaziale, e quando l'Atlantis si trovava ad una distanza di 600 piedi (180 m) hanno iniziato la manovra rendezvous pitch maneuver. Mentre lo Shuttle ruotava di 360°, gli astronauti dell'Expedition 28 Volkov, Fossum e Furuakawa hanno scattato dall'interno della stazione numerose fotografie della parte inferiore dell'orbiter. Questa procedura fa parte delle ispezioni allo scudo termico, e anche queste fotografie sono state trasmesse a terra per essere analizzate alla ricerca di eventuali danneggiamenti.
Alle 15:07 UTC l'Atlantis ha attraccato alla stazione spaziale. Alle 16:47 UTC si sono aperti gli sportelli tra lo Shuttle e la stazione e di seguito si è tenuta la cerimonia di benvenuto dell'equipaggio della missione STS-135.

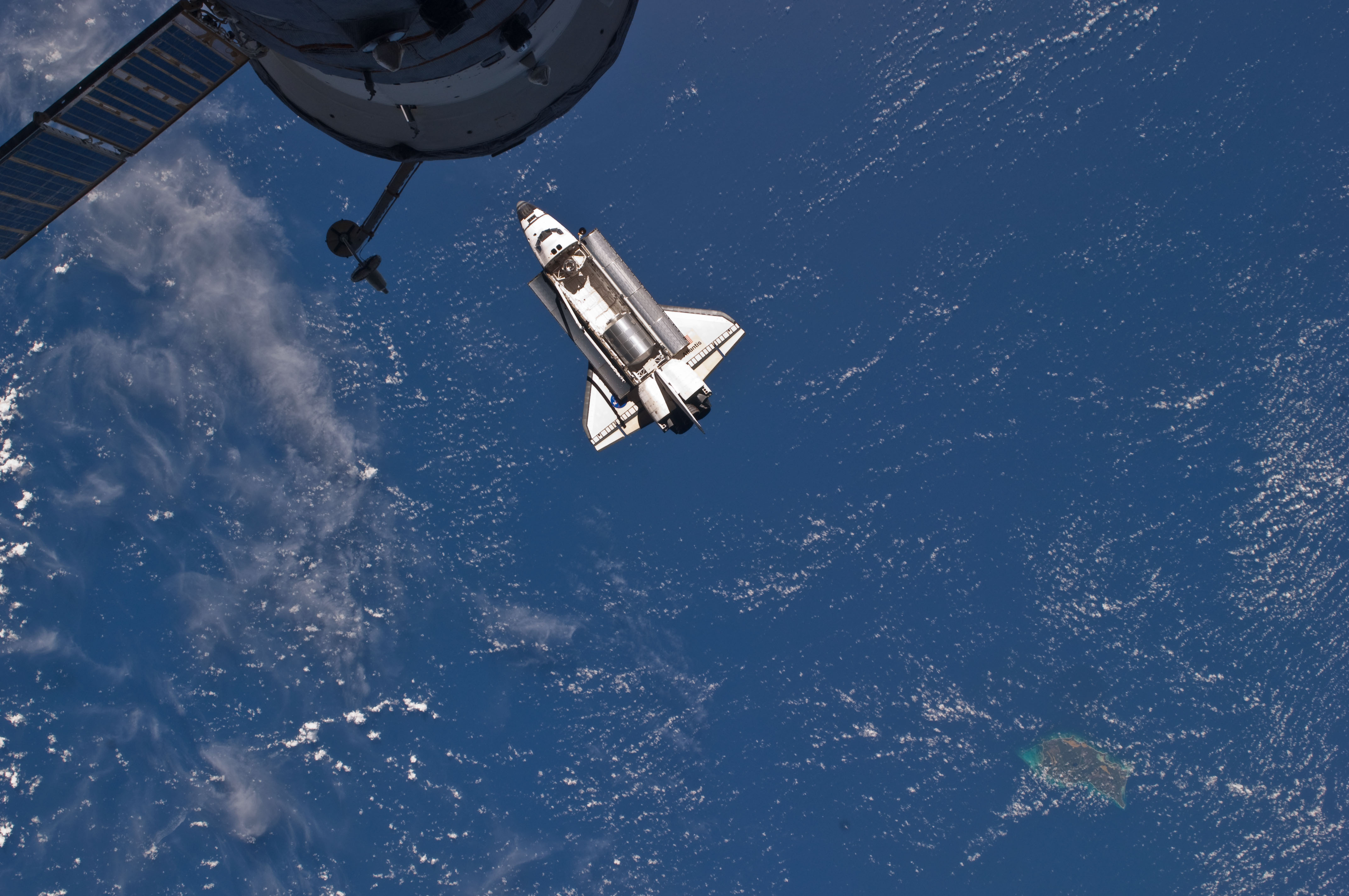
L'Atlantis sorvola le Bahamas.
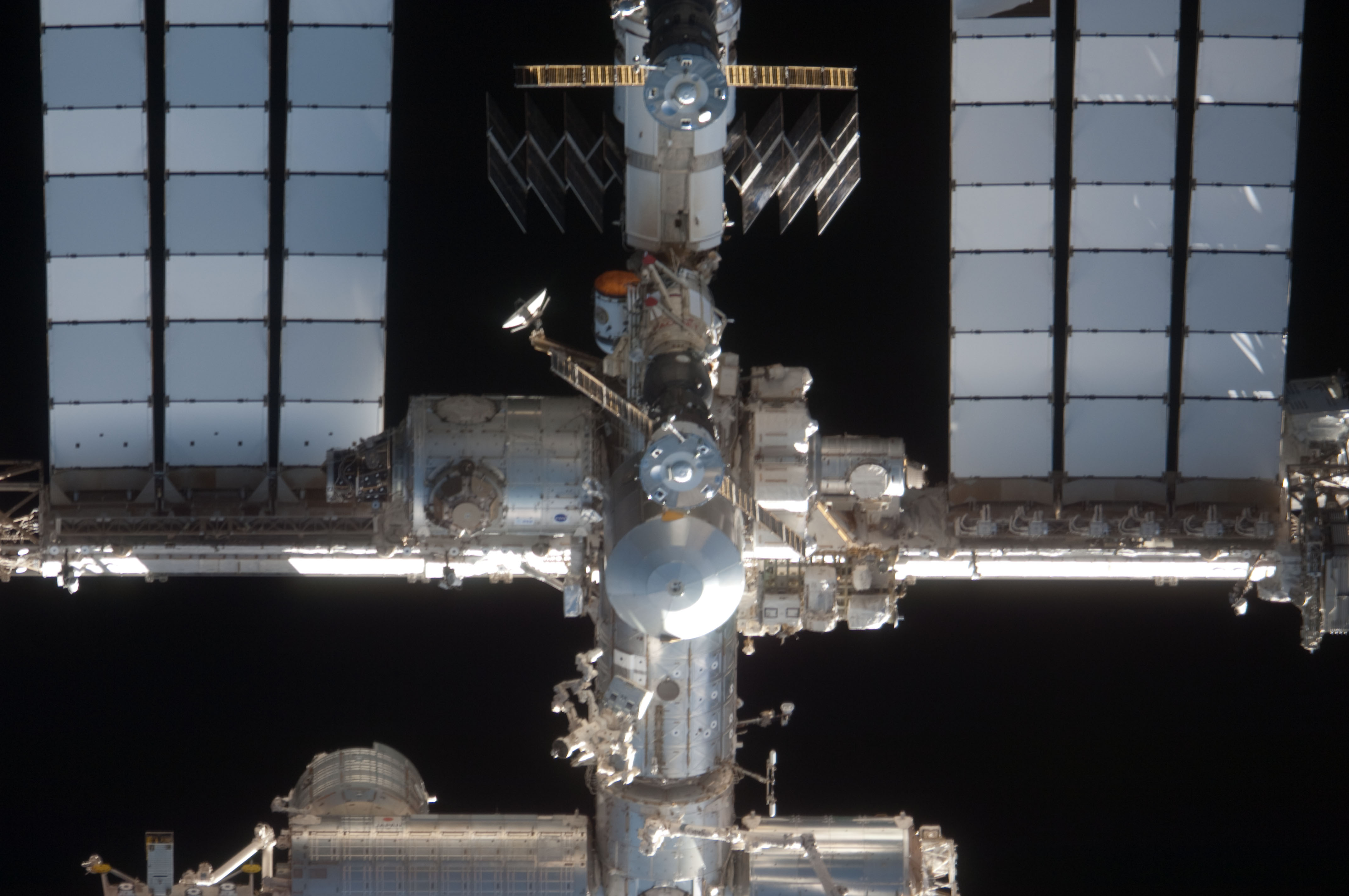
Immagine della ISS ripresa da un membro dell'equipaggio della missione STS-135
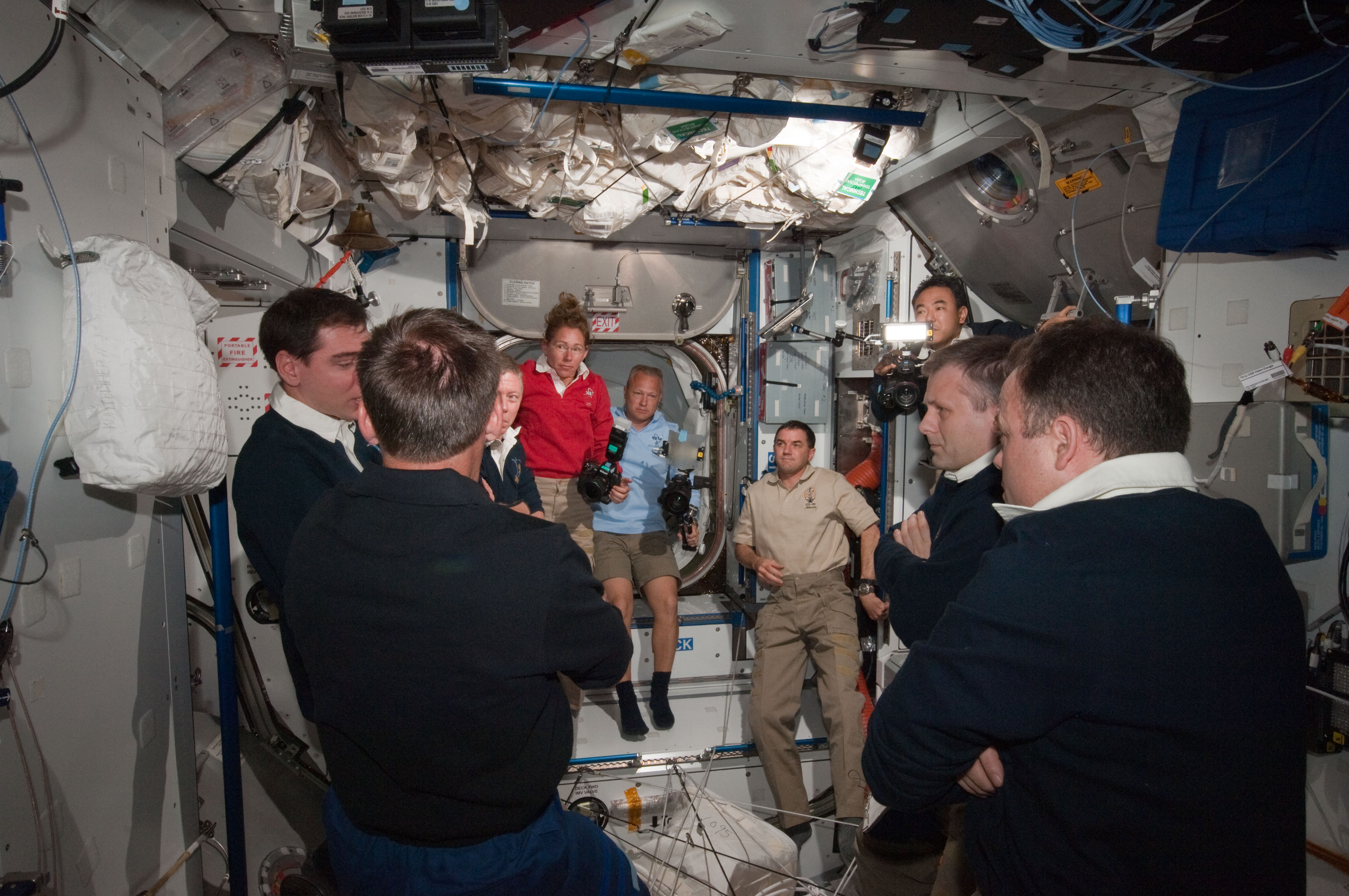
Dopo l'apertura del portello, l'equipaggio della stazione spaziale dà il benvenuto agli astronauti

### 11 luglio (4º giorno)

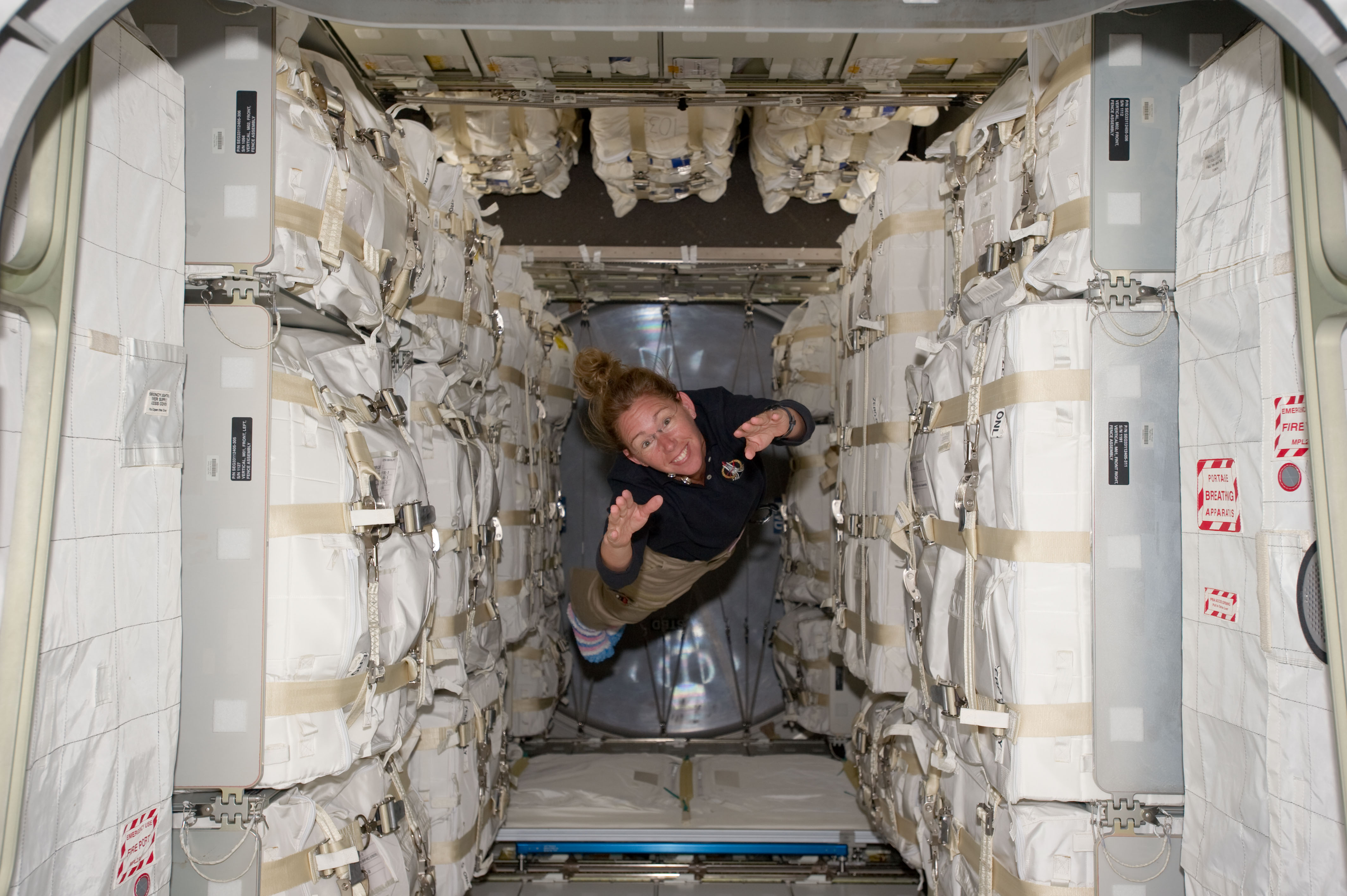
Sandra Magnus fluttua all'interno dell'MPLM Raffaello

Nella quarta giornata della missione, l'attività principale è stata l'installazione dell'MPLM Raffaello sul lato di nadir del modulo Harmony. 
La specialista di missione Magnus assieme al pilota Hurley hanno manovrato il braccio robotico della stazione spaziale per spostare il modulo Raffaello dalla stiva di carico dell'Atlantis. Alle 10:46 UTC il modulo è stato agganciato alla stazione e dopo alcune verifiche è stato aperto il portello.
Durante la giornata i responsabili della missione hanno approvato l'estensione di un giorno della missione STS-135 in modo da fornire più tempo all'equipaggio per i trasferimenti dei materiali e dell'equipaggiamento. È stato anche comunicato all'equipaggio che non era necessaria alcuna ispezione aggiuntiva dello scudo termico dell'orbiter.
Prima dell'inizio del periodo di sonno, i due equipaggi hanno rivisto le procedure per la passeggiata spaziale del giorno successivo. Gli ingegneri di volo della Expedition 28 Mike Fossum e Garan hanno trascorso il periodo diriposo nel Joint Airlock, in preparazione alla passeggiata spaziale del giorno successivo.

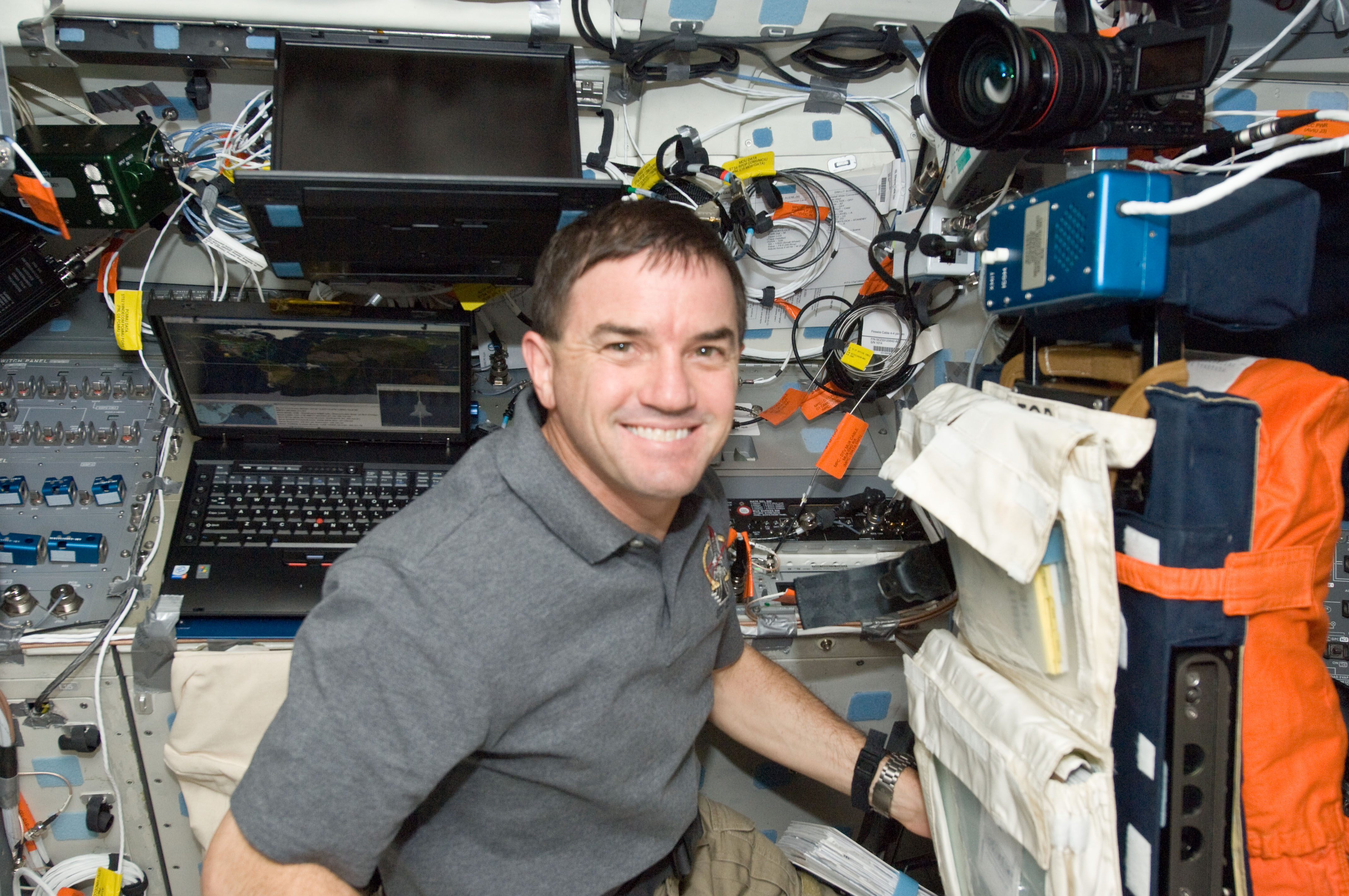
Rex Walheim sul ponte di volo dell'Atlantis
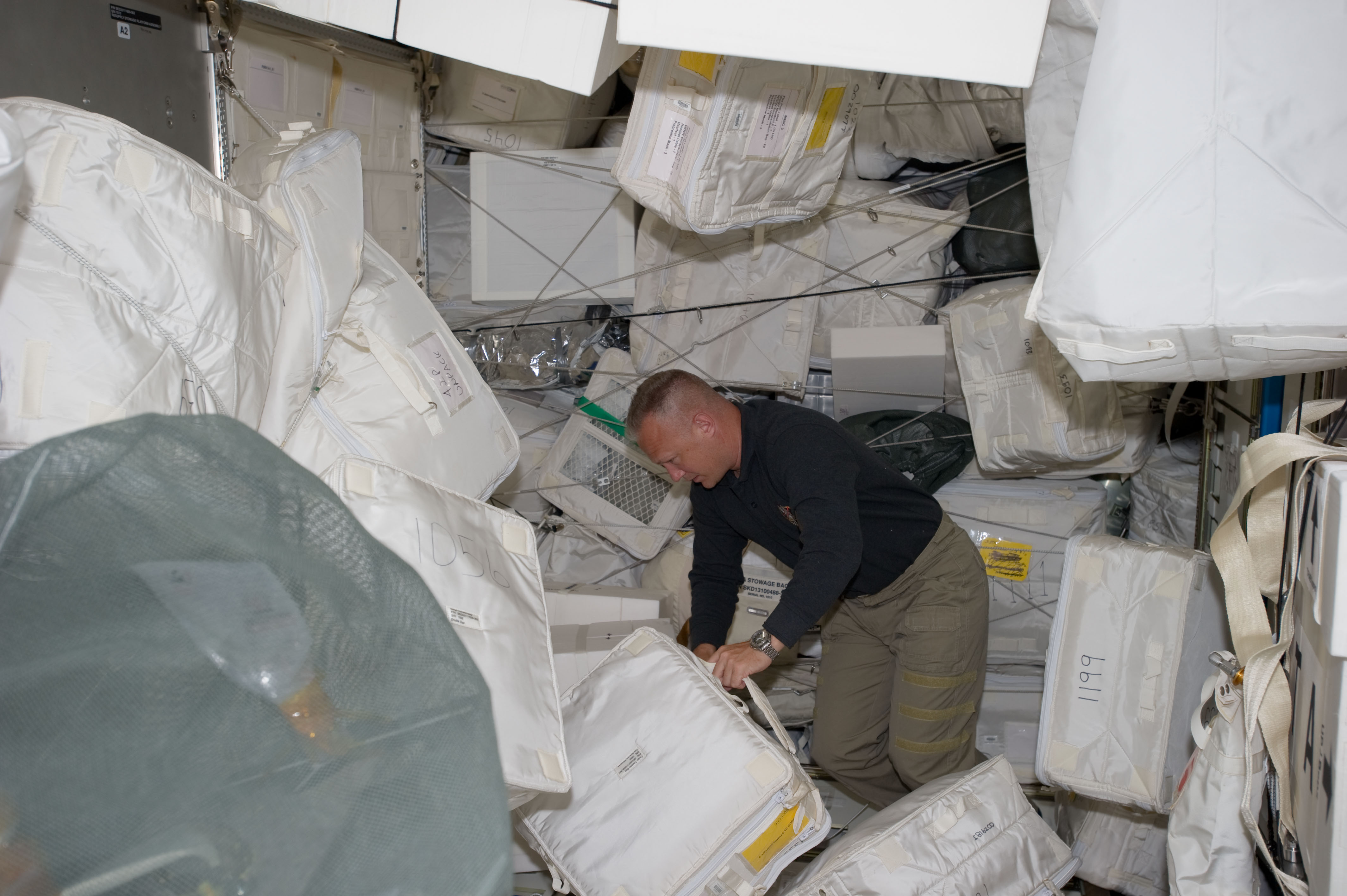
Hurley sposta rifornimenti ed equipaggiamento all'interno del Permanent Multipurpose Module Leonardo
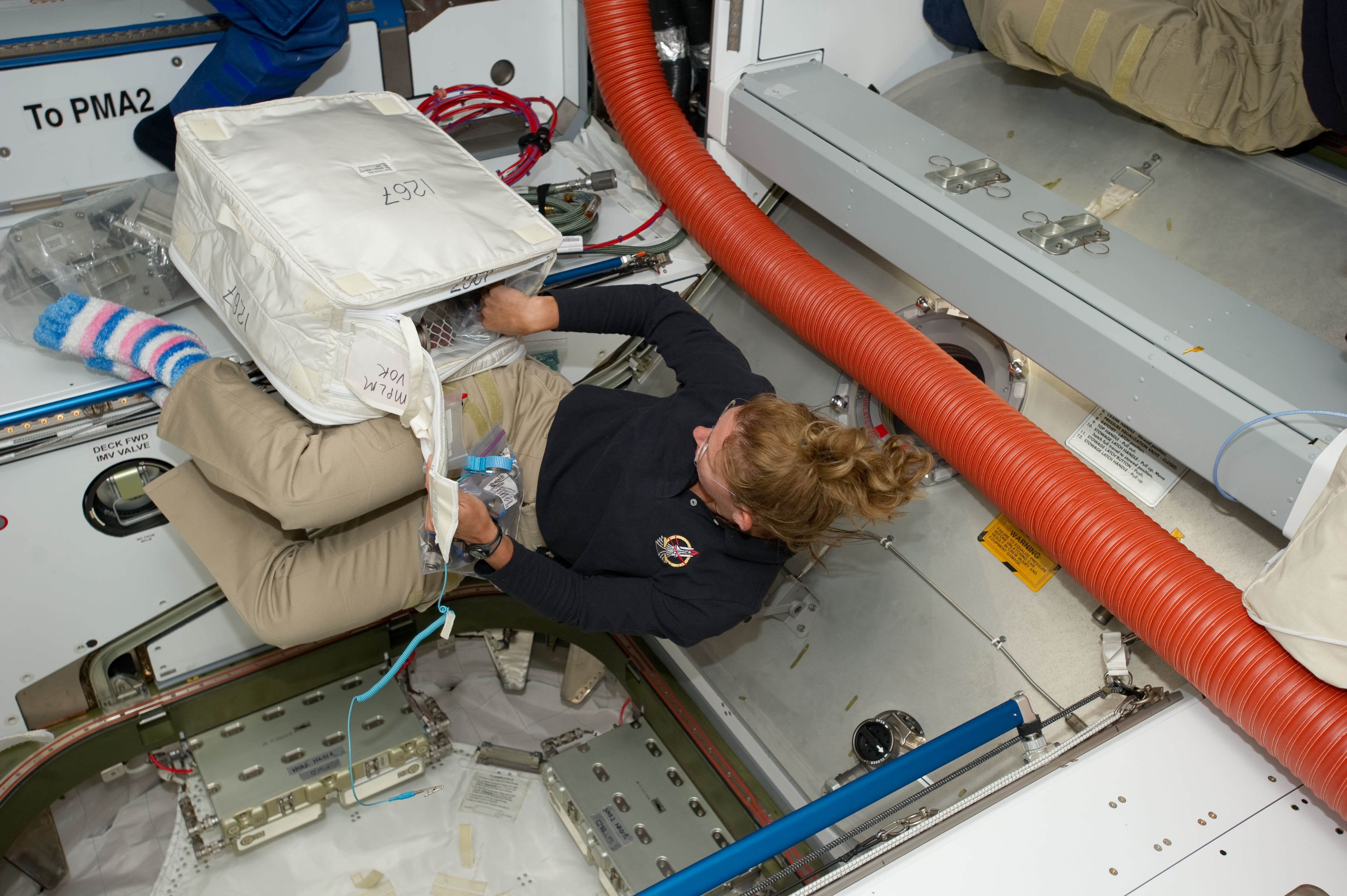
Sandra Magnus con un contenitore per i rifornimenti

### 12 luglio (5º giorno)

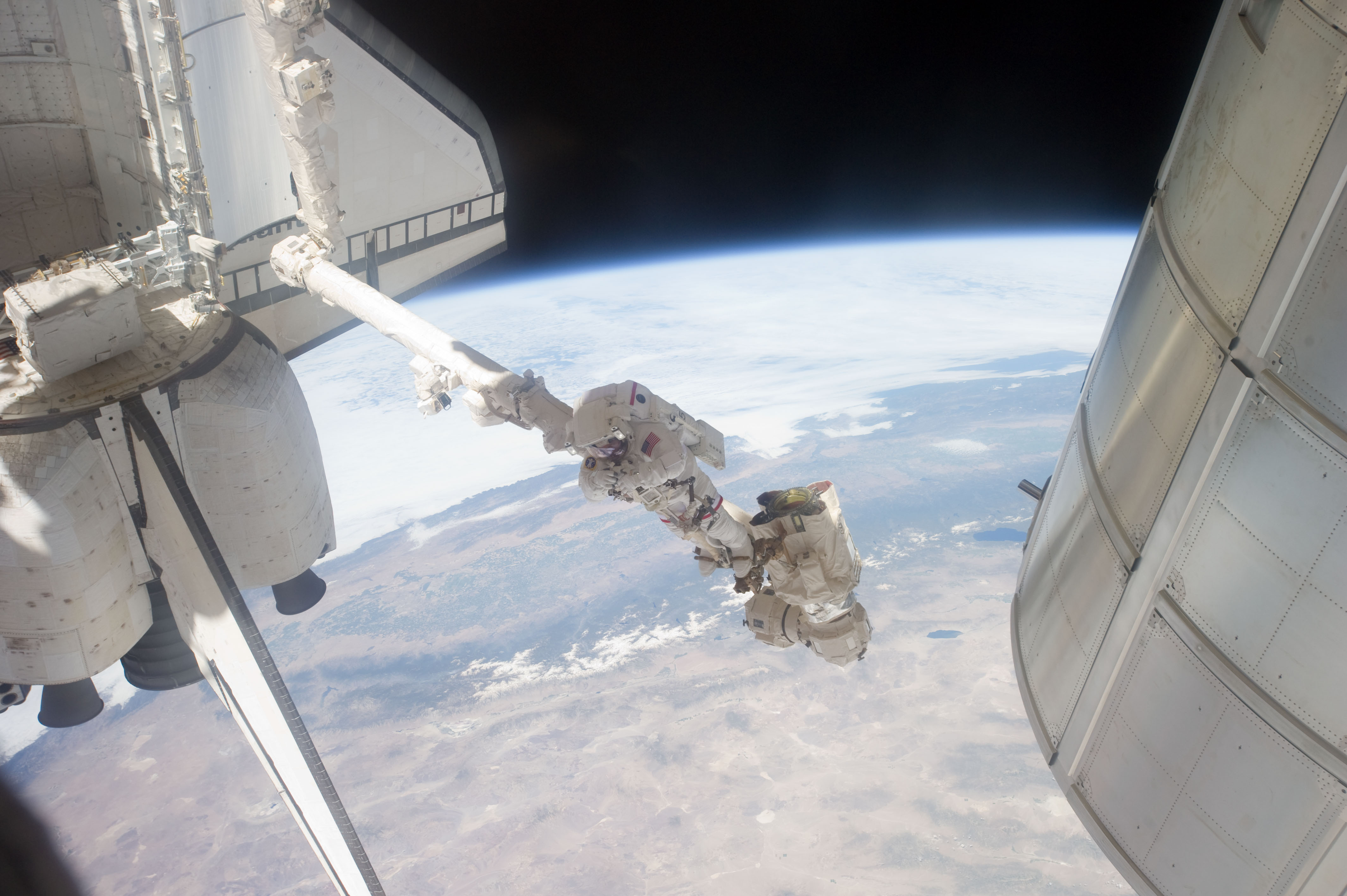
L'astronauta Mike Fossum agganciato all'estremità del braccio robotico della stazione spaziale durante le attività extraveicolari

Nella quinta giornata di missione, due astronauti dell'equipaggio della stazione hanno effettuato una passeggiata spaziale. A causa del ridotto numero di astronauti per la missione STS-135, NASA ha deciso di non includere nell'equipaggio dell'Atlantis astronauti per effettuare passeggiate spaziali. Per questo motivo le attività extraveicolari sono state svolte da due membri della Expedition 28. 
Il compito principale delle attività è stato il recupero di una pompa per l'ammoniaca che aveva avuto un guasto nel 2010 ed era stata sostituita nelle missioni precedenti. Il pezzo malfunzionante era stato temporaneamente stivato in una piattaforma esterna della stazione in attesa di essere recuperato e riportato sulla Terra per essere analizzato e determinare il motivo del guasto. 
Garan è stato agganciato al braccio robotico della stazione spaziale, manovrato dal pilota Hurley e dallo specialista di missione Magnus, ed è stato portato nei pressi della piattaforma esterna. Con l'aiuto di Fossum è stata rimossa la pompa malfunzionante e, tramite il braccio robotico, essa è stata portata nella stiva di carico dell'Atlantis. I due astronauti hanno fissato la pompa sul Lightweight Multi-Purpose Carrier.
In seguito hanno prelevato l'equipaggiamento relativo alla Robotics Refueling Mission dalla stiva di carico dello shuttle, che è stato agganciato su una piattaforma dello Special Purpose Dexterous Manipulator. 
Successivamente Fossum si è spostato nel modulo Zarya dove ha effettuato manutenzione ad un dispositivo di fissaggio che è stato installato nella missione precedente STS-134. Questo dispositivo fornisce una base al braccio robotico della stazione spaziale, in modo da poter operare anche nel segmento russo della stazione. Garan ha installato il modulo MISSE-8 sull'ExPRESS Logistics Carrier 2. 
I due astronauti hanno infine installato un rivestimento termico sul Pressurized Mating Adapter 3 (PMA-3) sul modulo Tranquility.
Mentre era in corso la passeggiata spaziale, gli astronauti all'interno della stazione hanno iniziato il trasferimento di equipaggiamento dall'MPLM Raffaello.

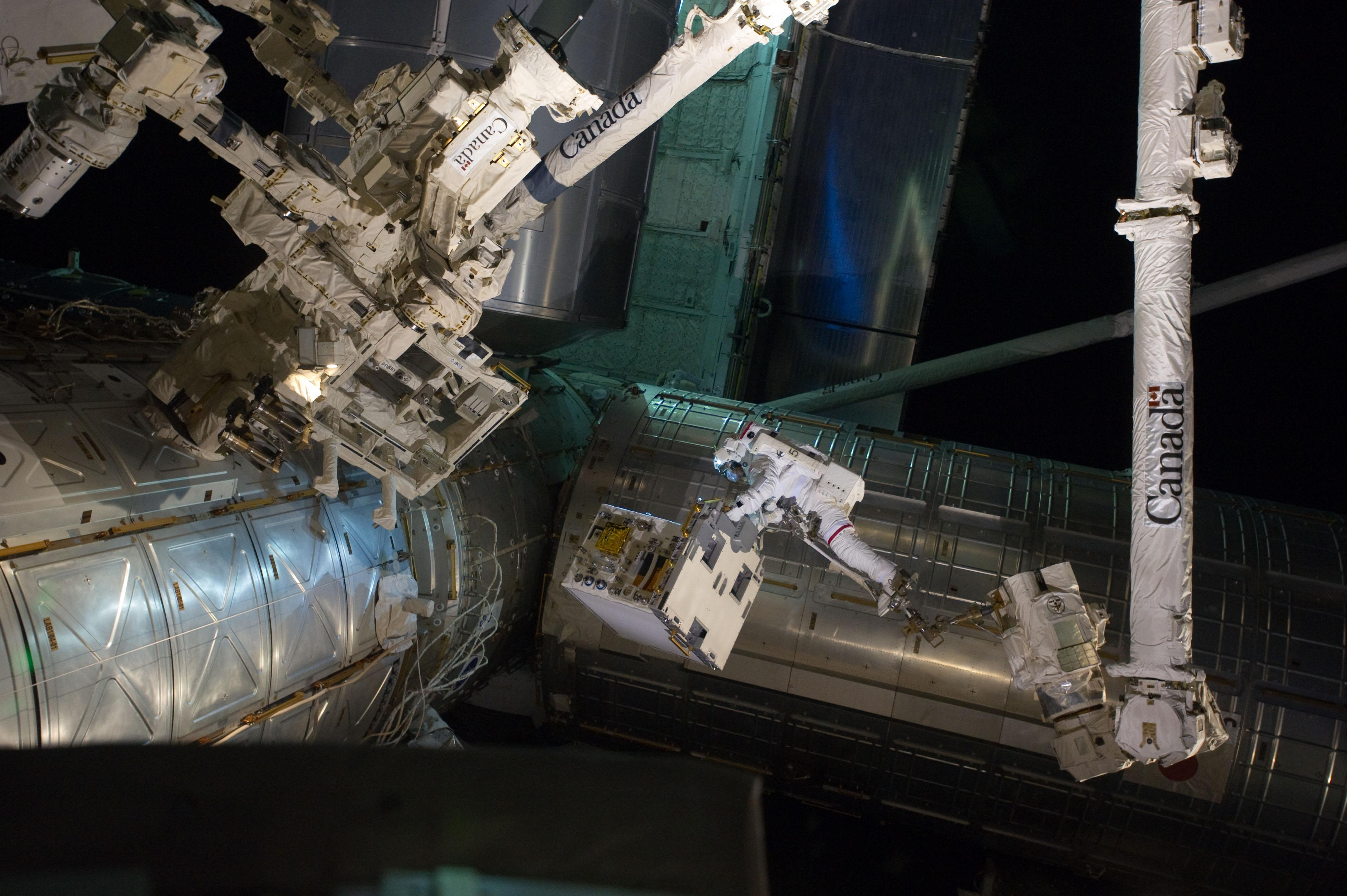
L'astronauta Mike Fossum agganciato al braccio robotico della stazione mentre trasferisce l'equipaggiamento della Robotic Refueling Mission sul Special Purpose Dexterous Manipulator. Sullo sfondo è visibile l'MPLM Raffaello
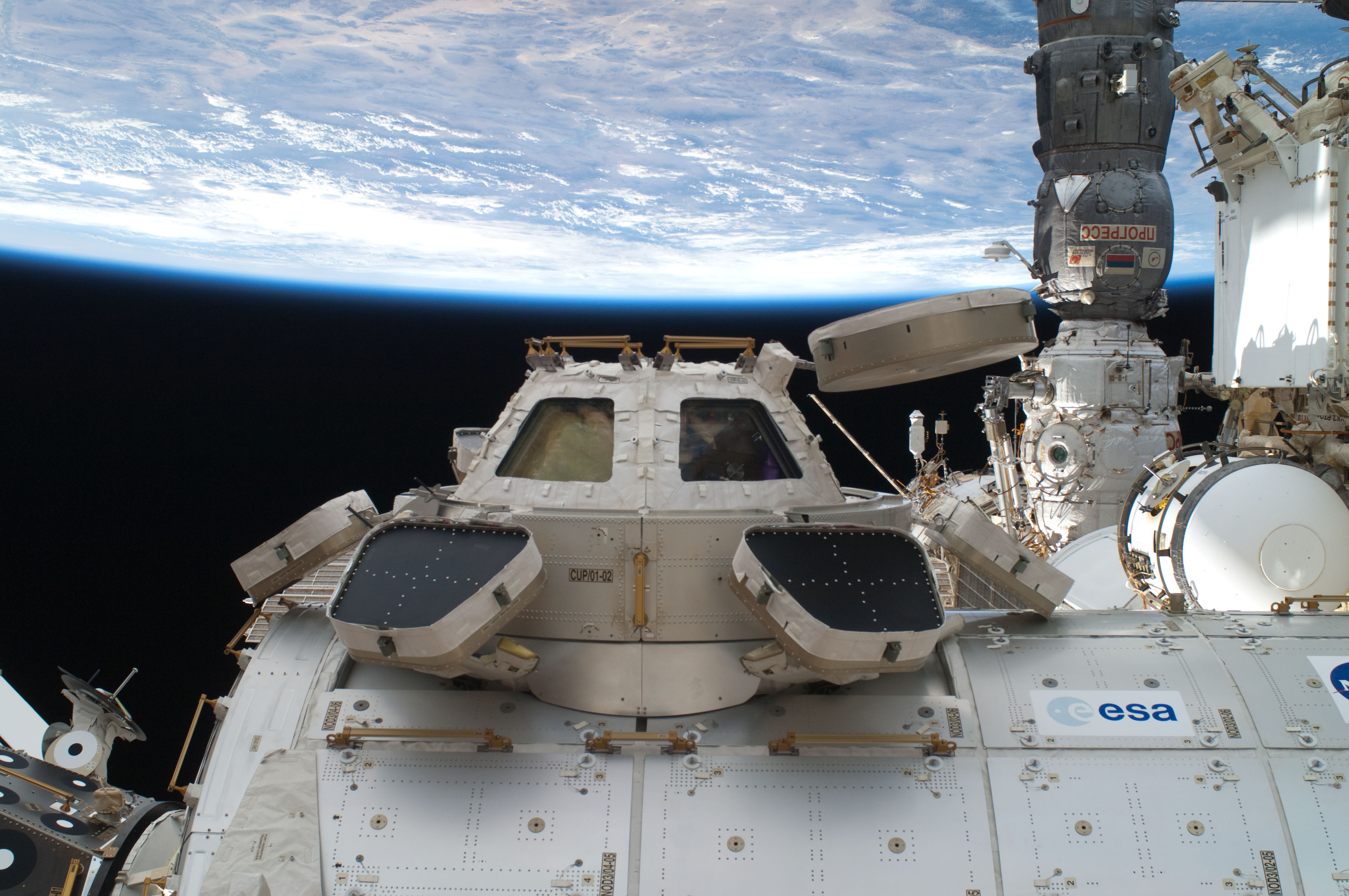
Sandra Magnus all'interno della Cupola
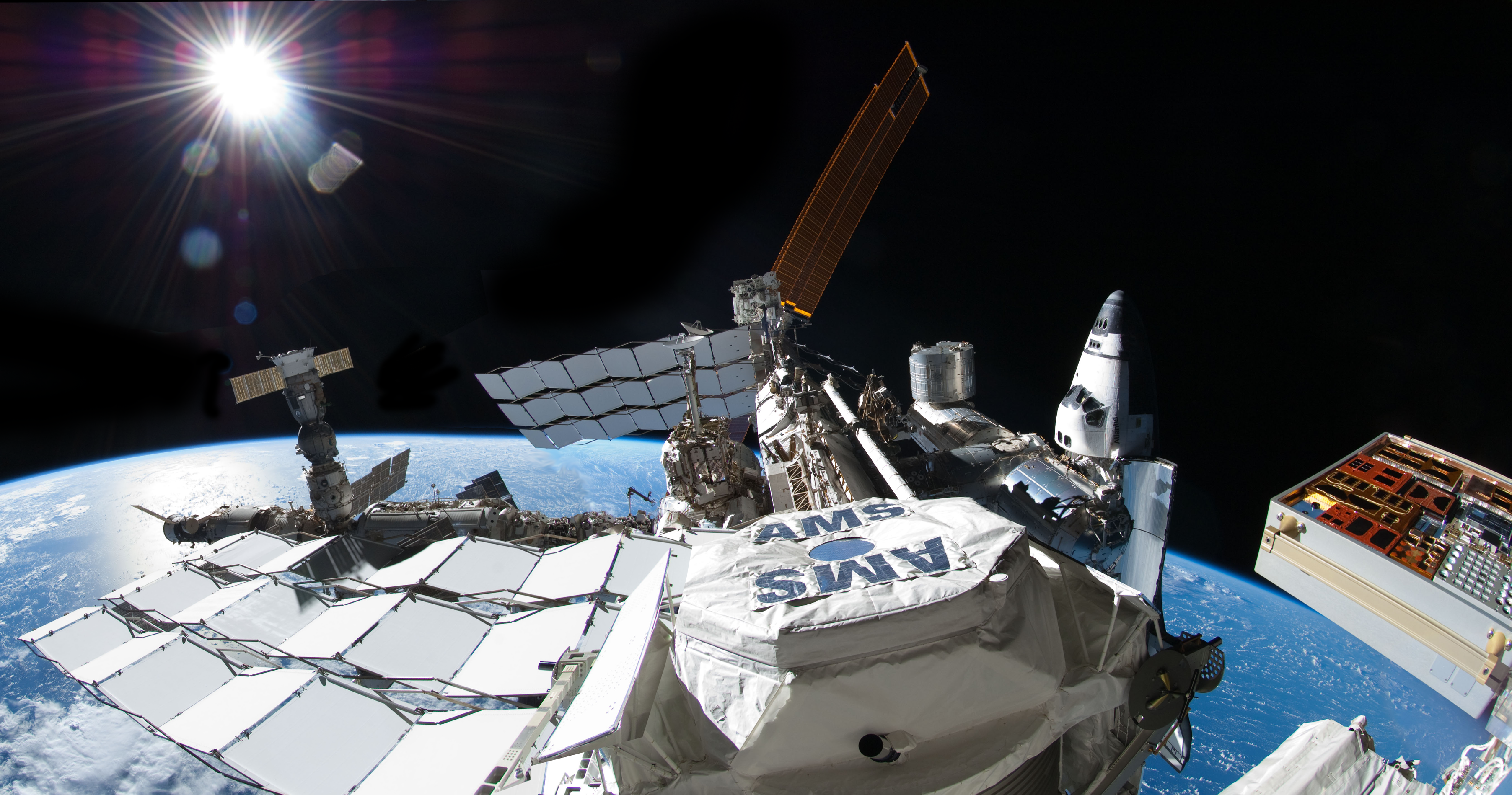
Foto composita della stazione spaziale ripresa dall'ExPRESS Logistics Carrier 2. A destra è visibile il modulo MISSE-8
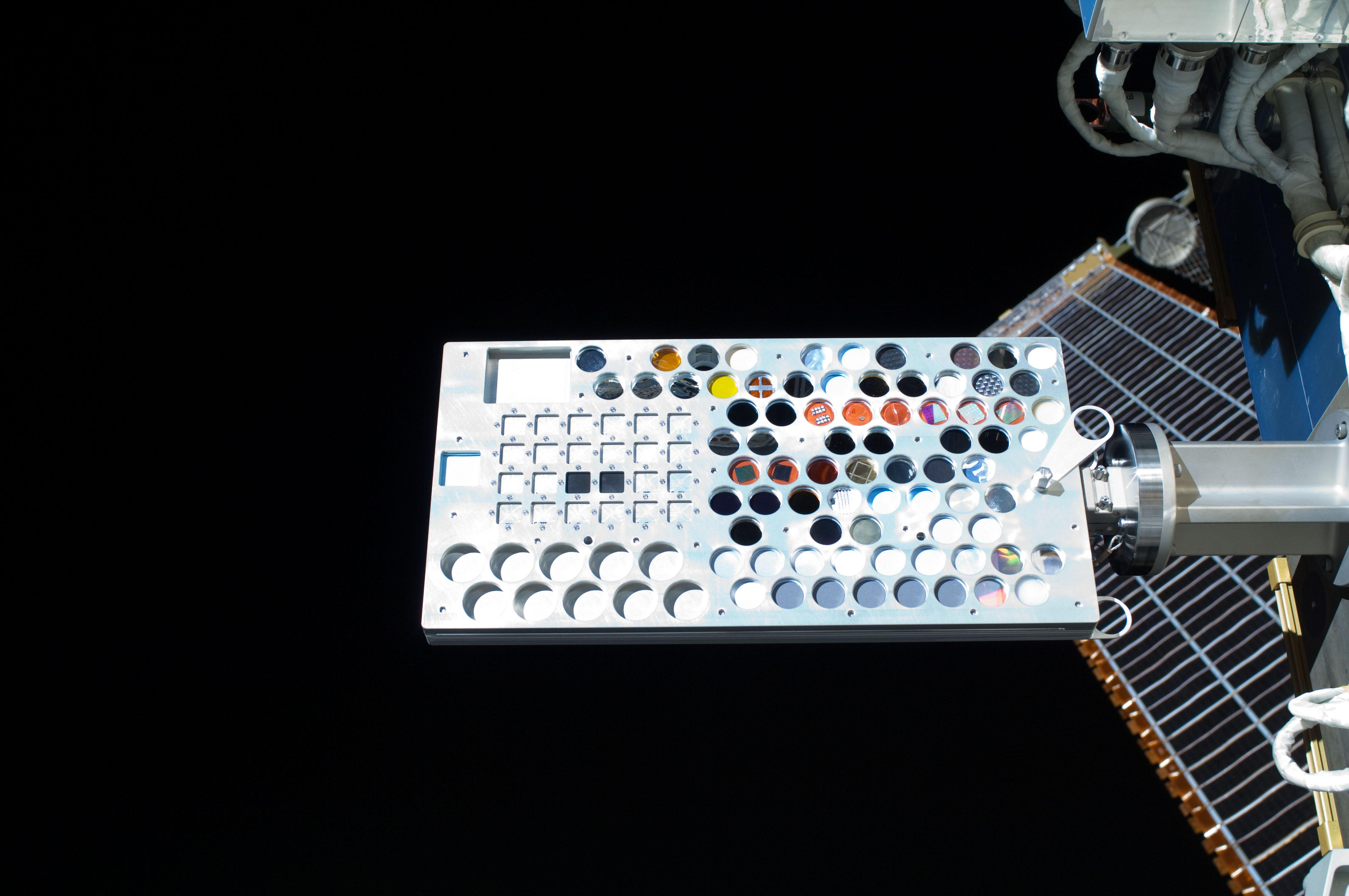
Il modulo MISSE-8 installato sull'ExPRESS Logistics Carrier 2

### 13 luglio (6º giorno)

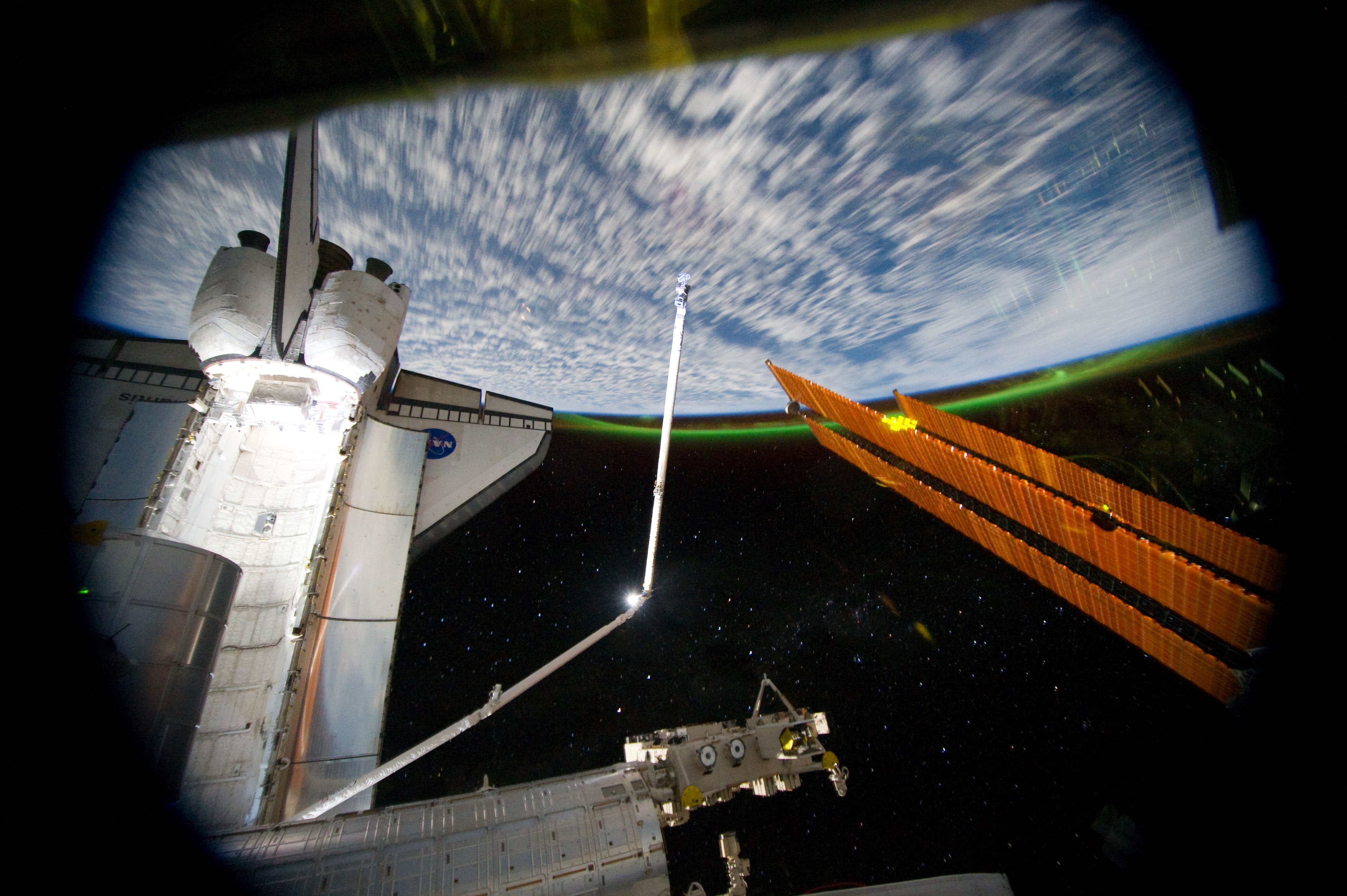
L'Aurora australe e diverse stelle sono visibili mentre la stazione spaziale e l'Atlantis sorvolano l'emisfero sud

L'equipaggio dell'Atlantis si è concentrato nel trasferimento di materiali dall'MPLM Raffaello. Il modulo è stato lanciato a bordo dello Shuttle con 4 265 kg di rifornimenti ed era previsto che rientrasse a Terra caricato con circa 2 570 kg di materiali inutili e rifiuti.
L'equipaggio ha ricevuto aiuto da Andrey Borisenko, Sergei Volkov e Satoshi Furuakawa nelle operazioni di trasferimento. Al termine della giornata gli astronauti erano riusciti a svuotare metà dei rifornimenti del modulo Raffaello e metà di quelli stivati nel ponte intermedio dello Shuttle..
I quattro membri della missione STS-135 hanno avuto un po' di tempo libero nel quale sono stati intervistati da giornalisti di varie emittenti televisive.

### 14 luglio (7º giorno)

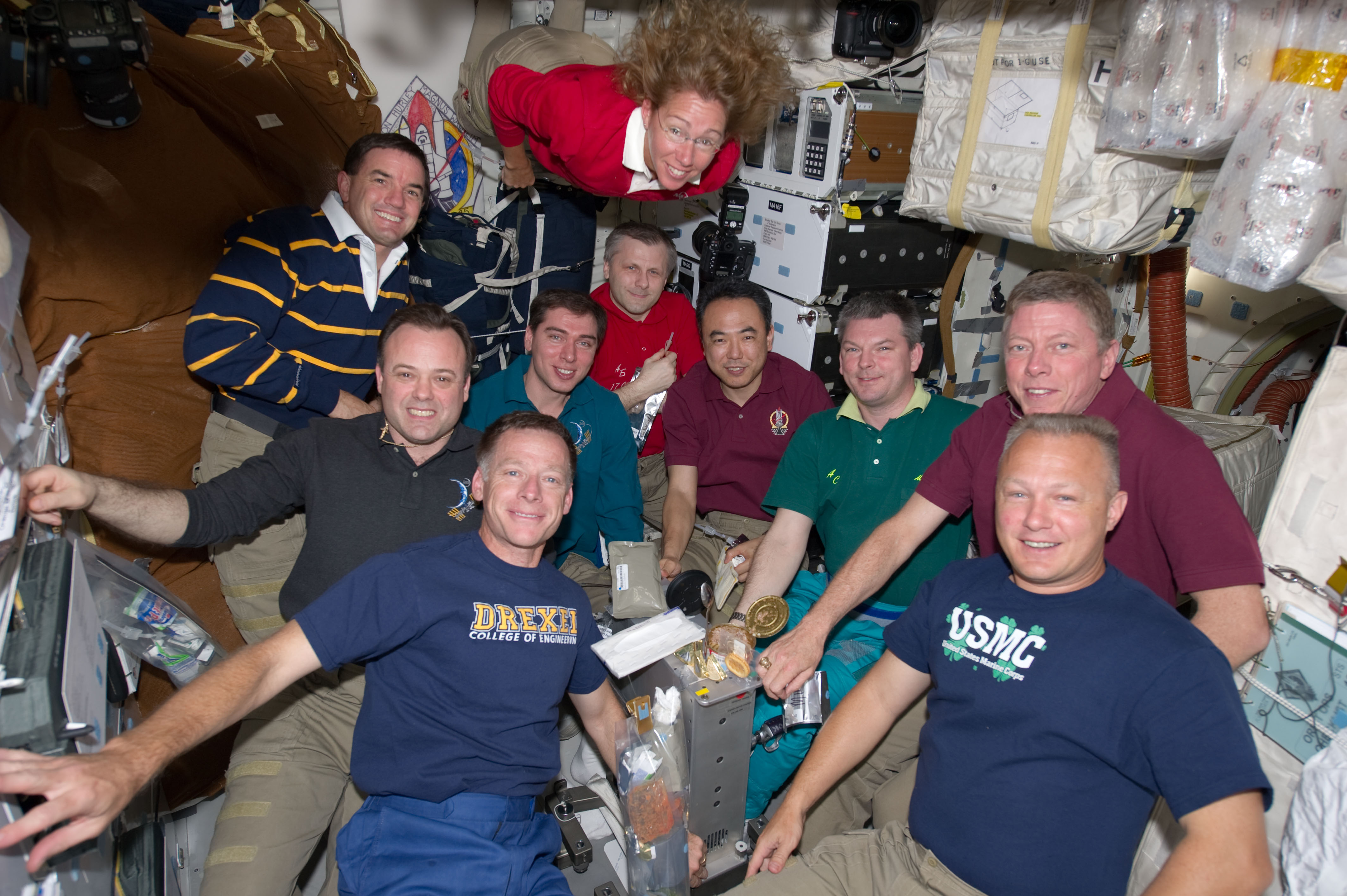
Gli equipaggi dello shuttle e della stazione nel ponte intermedio dell'Atlantis

Nel settimo giorno di missione l'equipaggio ha continuato a trasferire rifornimenti dall'MPLM Raffaello.
Nella mattina, il comandante Ferguson e la specialista di missione Magnus sono stati intervistati da giornalisti di varie emittenti televisive. Nel pomeriggio all'equipaggio è stato concesso del tempo libero.
Dopo l'inizio del periodo di sonno, l'equipaggio è stato svegliato alle 22:07 UTC da un allarme a bordo dell'Atlantis, causato da un'avaria ad uno dei cinque computer IBM AP-101 General Purpose Computers (GPC). Il GPC-4, al momento del guasto, stava eseguendo un software di gestione del sistema. Il comandante Fferguson, con l'aiuto dei controllori di missione, ha trasferito il software nel GPC-2, risolvendo il problema. Gli astronauti sono potuti tornare a dormire e per compensare il tempo di riposo perso, i controllori della missione ha aggiunto 30 minuti al periodo di sonno. Inizialmente i controllori di missione hanno escluso una connessione tra il malfunzionamento del GPC-4 e il problema al GPC-3 che si era verificato prima dell'attracco alla stazione.

### 15 luglio (8º giorno)

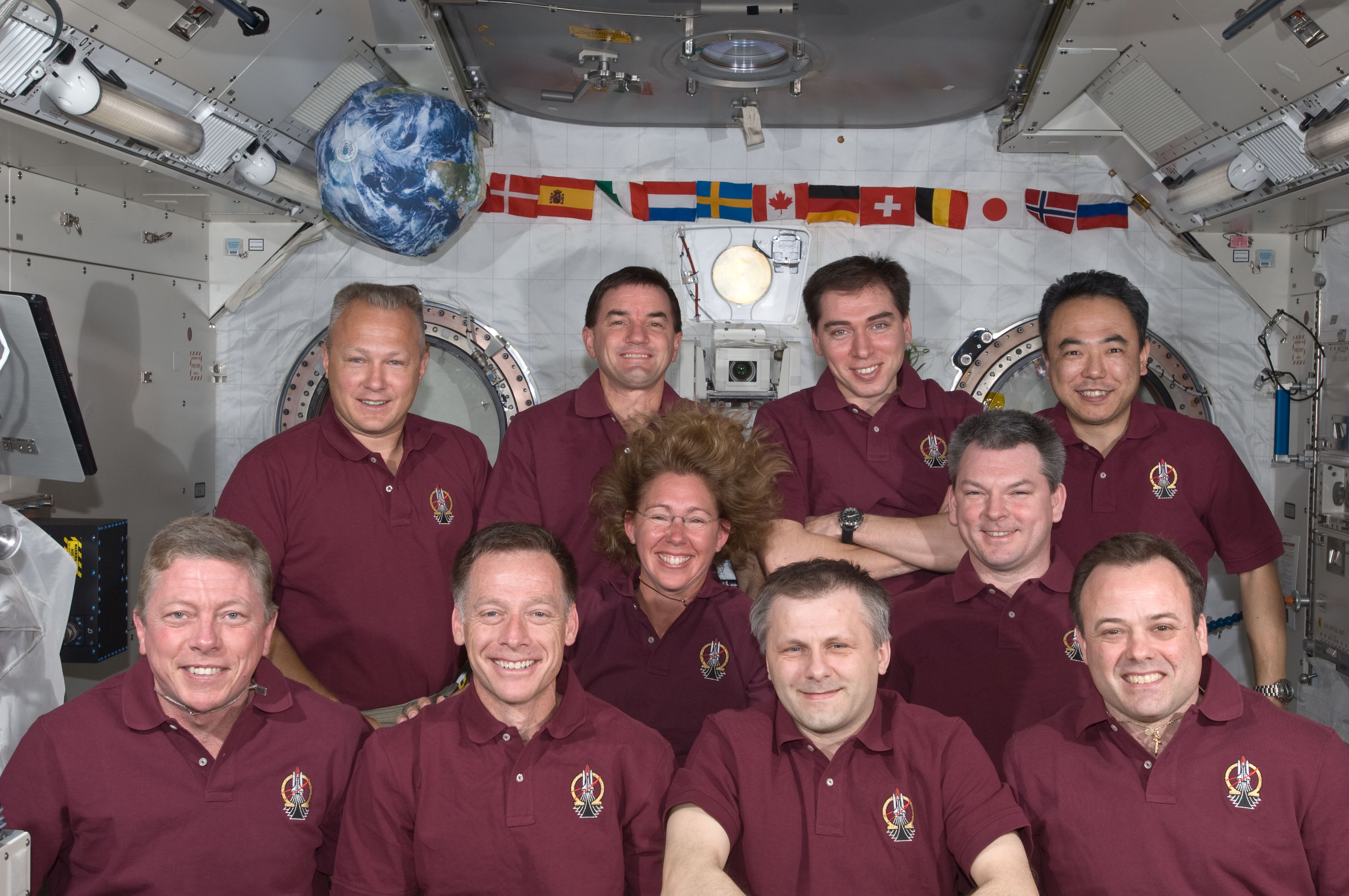
Gli equipaggi dello Shuttle e della stazione spaziale posano per una foto di gruppo

All'inizio della giornata, il comandante Ferguson e il pilota Hurley hanno ricaricato il software nel computer GPC-4 e lo hanno riavviato con successo. I controllori di missione hanno scaricato il dati di dump per assicurarsi che il GPC-4 funzioni correttamente e diagnosticare la causa del guasto. Nel frattempo gli specialisti di missione Magnus e Walheim, aiutati dall'equipaggio della stazione, hanno continuato a trasferire i rifornimenti. 
In seguito, i due equipaggi hanno partecipato ad una conferenza stampa nel laboratorio Kibo.
Alle 16:30 UTC, il Presidente degli Stati Uniti d'America Barack Obama si è messo in collegamento con gli astronauti, ringraziando tutti coloro che hanno supportato il programma Shuttle. "Il vostro esempio significa molto non solo per i cittadini americani, ma anche per tutti i cittadini della Terra. Il programma spaziale ha sempre rappresentato il nostro spirito di avventura, di esplorazione e di coraggio". L'ingegnere di volo Sergei Volkov ha descritto i due equipaggi, provenienti da tre diverse nazioni, come "una grande famiglia".
Il direttore di volo della missione ha comunicato agli astronauti che il problema del computer GPC-4 dell'Atlantis è dovuto ad un'avaria che accade raramente, e si è verificata solo nella missione STS-9. L'ultimo problema con il computer GPC-4 si è verificato sullo shuttle Atlantis nella missione STS-71.

### 16 luglio (9º giorno)

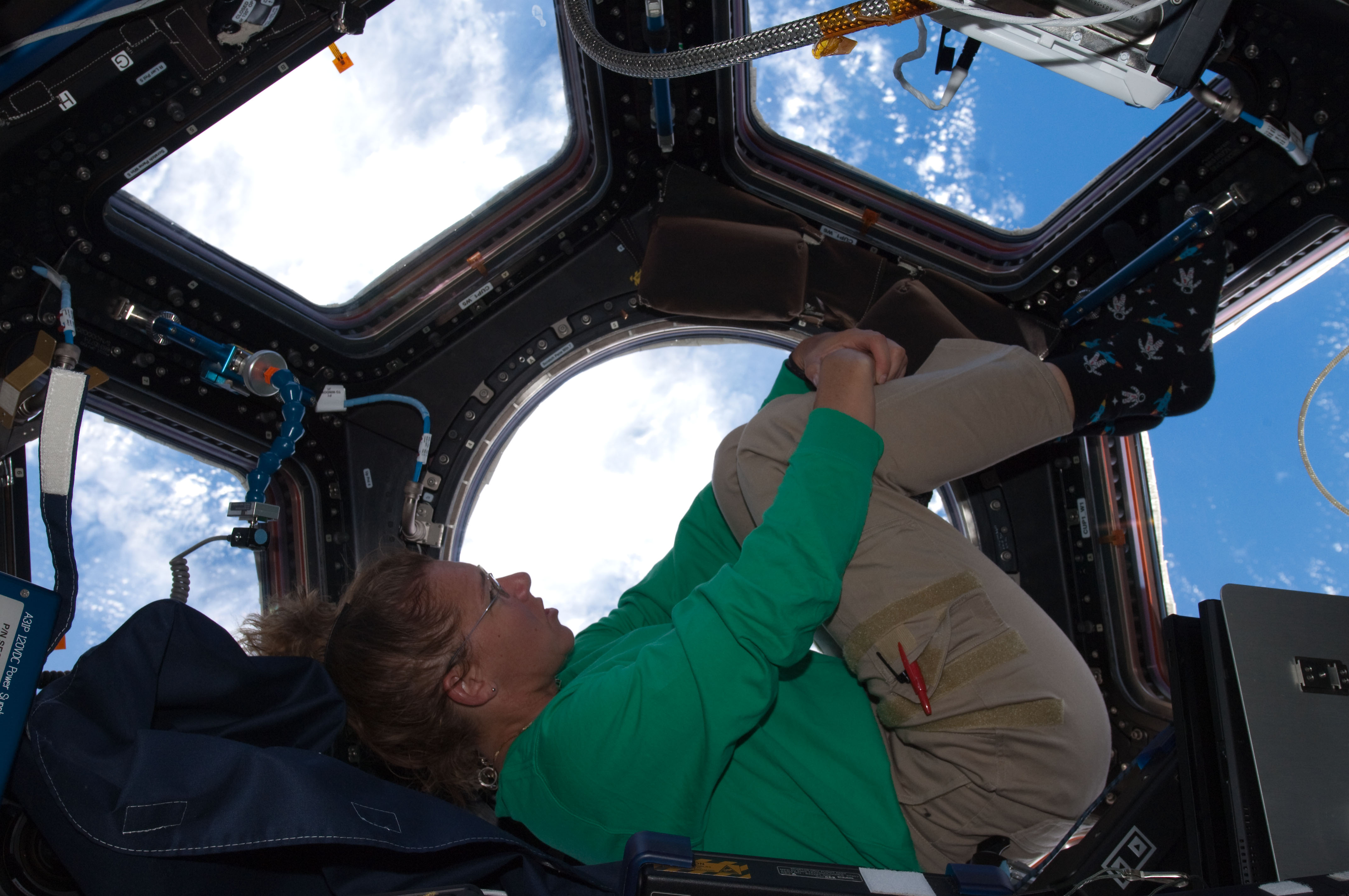
L'astronauta Sandra Magnus nella Cupola.

Nel nono giorno di missione l'equipaggio ha proseguito nel trasferimento di equipaggiamento e rifornimenti.
L'equipaggio dell'STS-135 ha creato un messaggio registrato di tributo allo Shuttle Atlantis, e all'intero gruppo di persone che hanno lavorato al programma Space Shuttle.
Poco prima dell'inizio del periodo di sonno, i controllori di missione hanno comunicato agli astronauti che il malfunzionamento al computer GPC-4 è stato causato da un cosiddetto single-event upset (SEU), una singola particella energetica che ha interagito con un dispositivo microelettronico causando un errore. Il malfunzionamento non era quindi da imputare ad un bug software.

### 17 luglio (10º giorno)

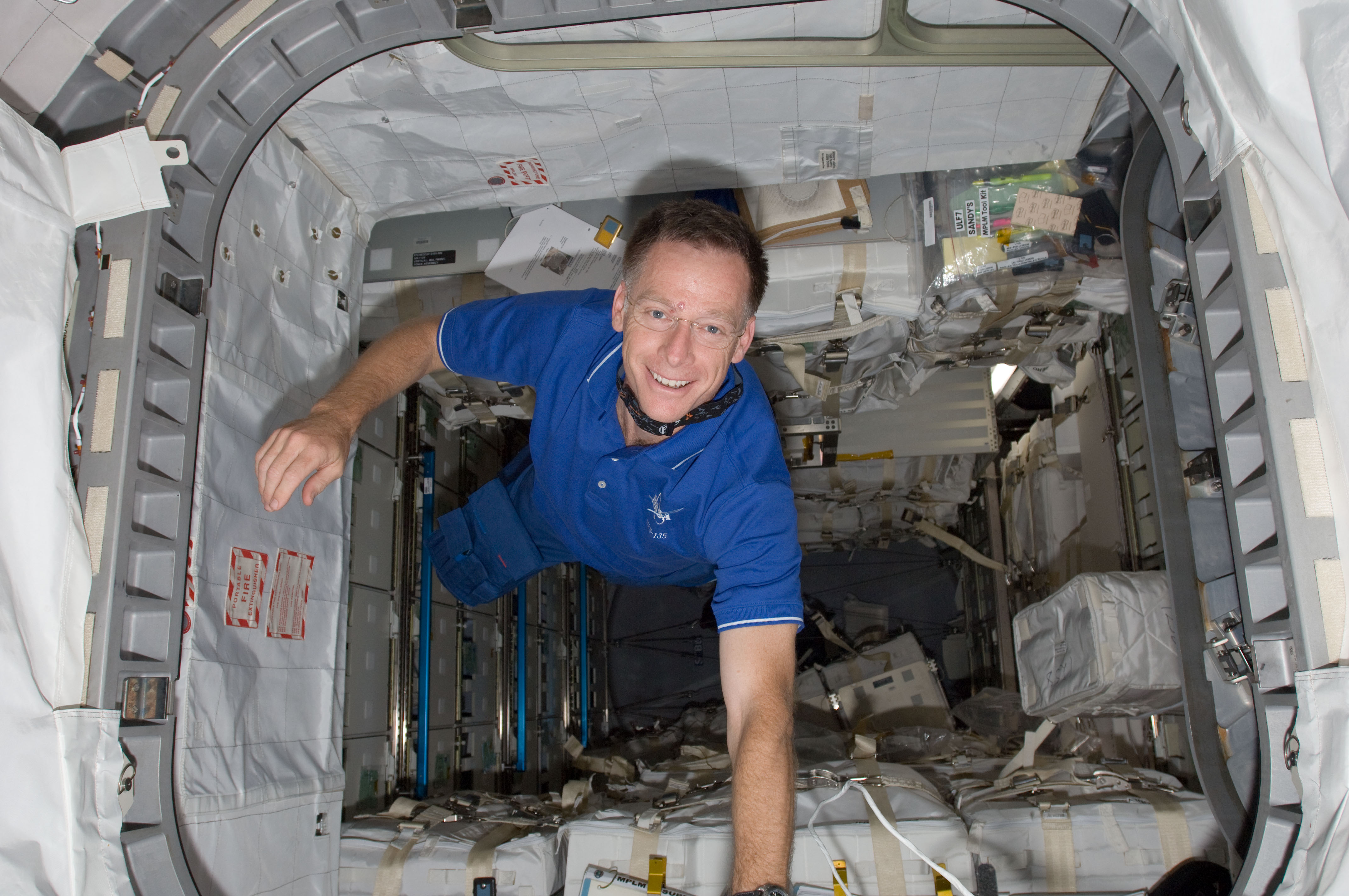
Chris Ferguson nell'MPLM Raffaello

Nel decimo giorno di missione l'equipaggio ha completato i trasferimenti da e verso l'MPLM Raffaello. 
Alle 10:10 UTC, il pilota Hurley e lo specialista di missione Walheim hanno riposto a domande chieste da studenti appartenenti alle "NASA Explorer Schools" statunitensi. 
Dopo pranzo, Sandra Magnus e il comandante Ferguson hanno trascorso un'ora trasferendo esperimenti scientifici ed equipaggiamento sul ponte intermedio dello Shuttle. Gli astronauti hanno inoltre installato un nuovo modulo refrigeratore per esperimenti scientifici GLACIER e hanno sostituito uno spettrometro di massa dello "Major Constituent Analyzer", uno strumento che campiona e analizza l'aria da vari punti della stazione spaziale.
Nel pomeriggio l'equipaggio ha trascorso del tempo libero.

### 18 luglio (11º giorno)
The STS-135 crew returned the MPLM back to Atlantis's payload bay on flight day 12, closed the hatches between the Space Station and the Shuttle and prepared for next day's undocking.
Alle 05:03 UTC è stato chiuso il portello che collega l'MPLM Raffaello con la stazione spaziale, e alle 10:14 UTC è stato sganciato dal modulo Harmony e, attraverso il braccio robotico della stazione spaziale, è stato spostato nella stiva di carico dell'Atlantis.
In seguito si è tenuta la consueta cerimonia di commiato per l'equipaggio della ST-135, dove il comandante Ferguson ha consegnato all'equipaggio della stazione una piccola bandiera statunitense, che ha volato nella prima missione di uno Space Shuttle, la STS-1. Il portello tra lo Shuttle e la stazione spaziale si è chiuso alle 14:28 e l'equipaggio dell'Atlantis ha iniziato i preparativo per lo sgancio dalla stazione.

### 19 luglio (12º giorno)

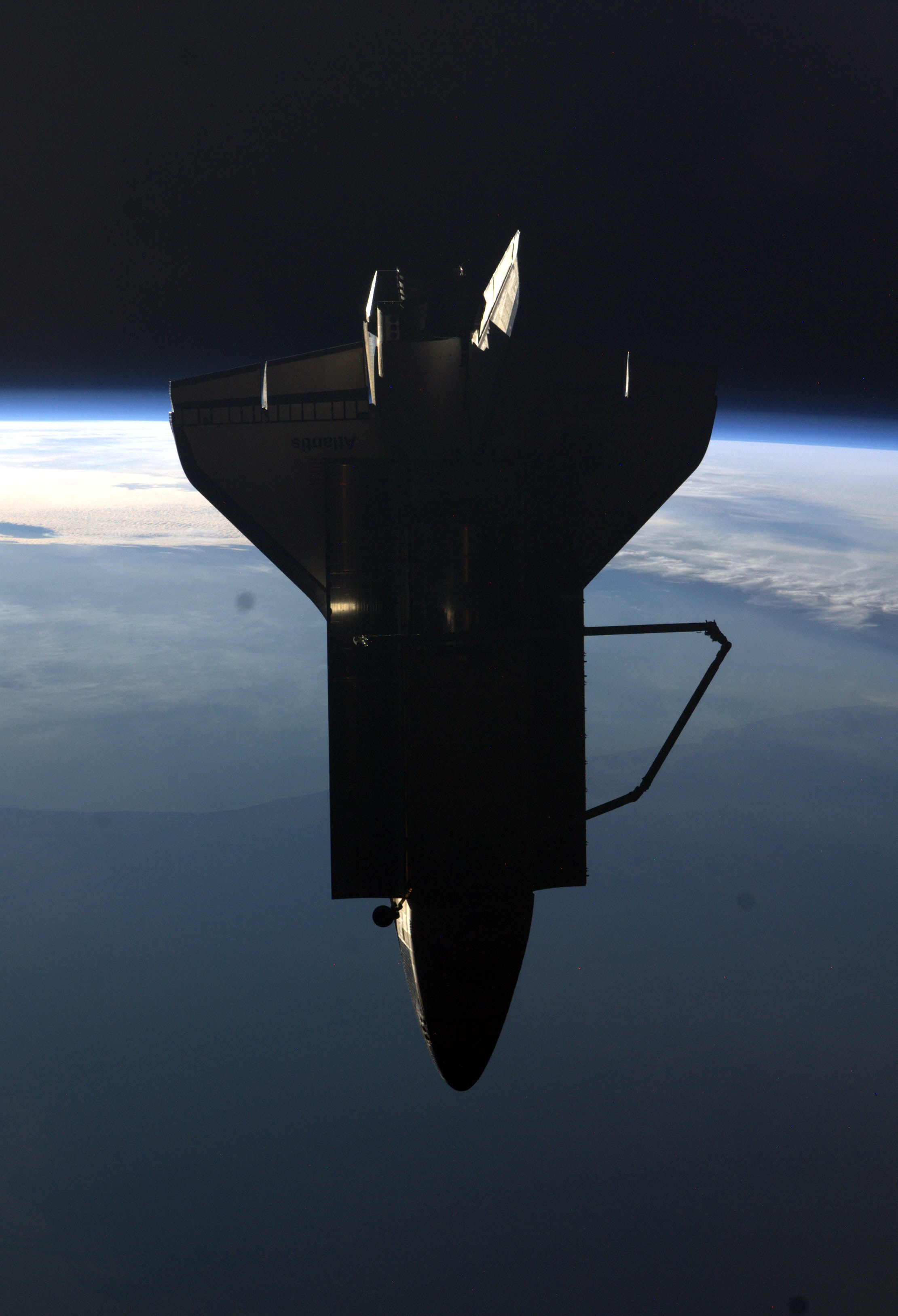
L'Atlantis fotografato dalla stazione spaziale dopo lo sgancio

L'Atlantis si è sganciato dalla stazione spaziale alle 06:28 UTC.
Successivamente Ferguson, Hurley e Magnus hanno condotto il consueto controllo dello scudo termico dello Shuttle attraverso l'Orbiter Boom Sensor System.

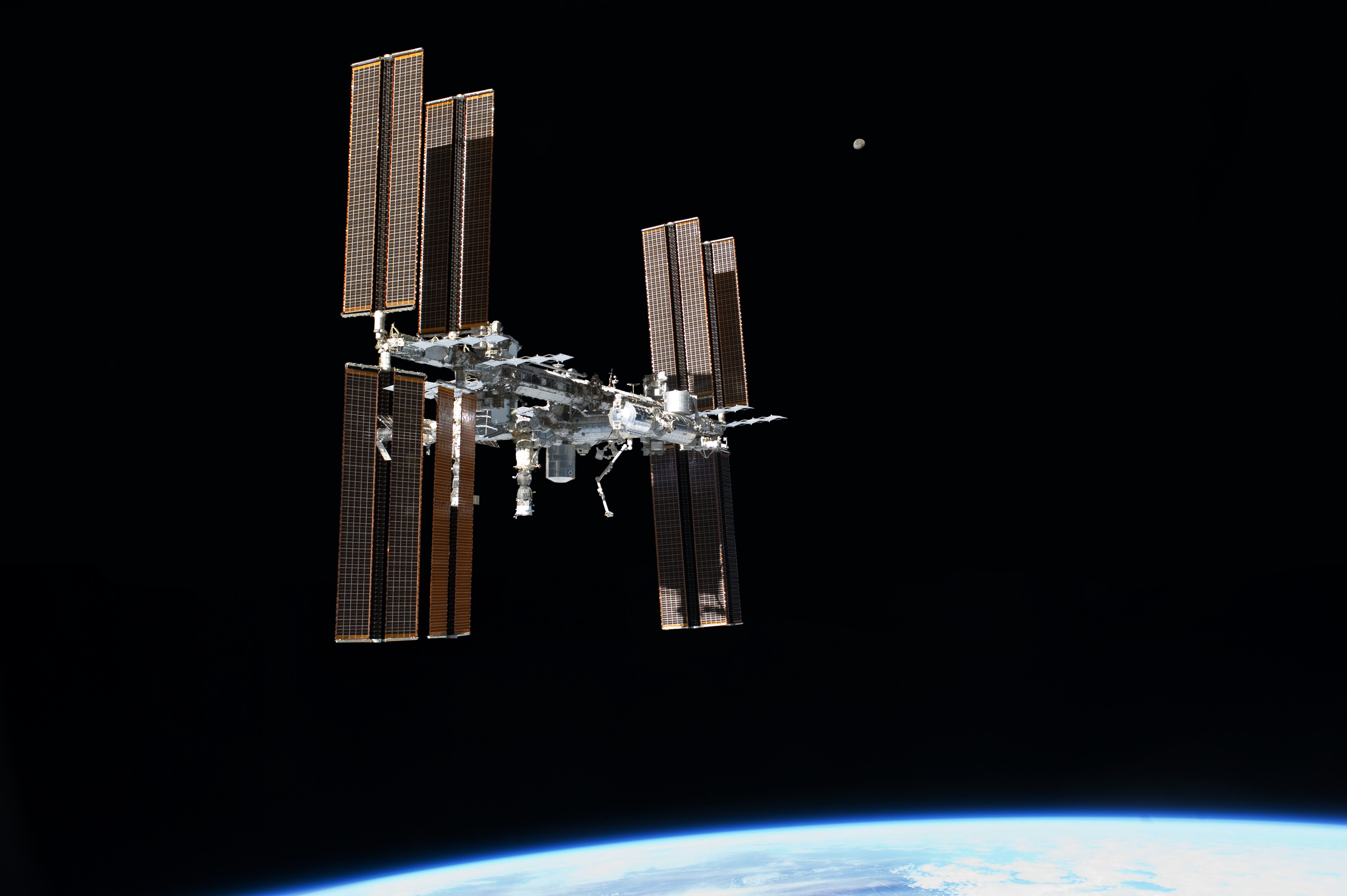
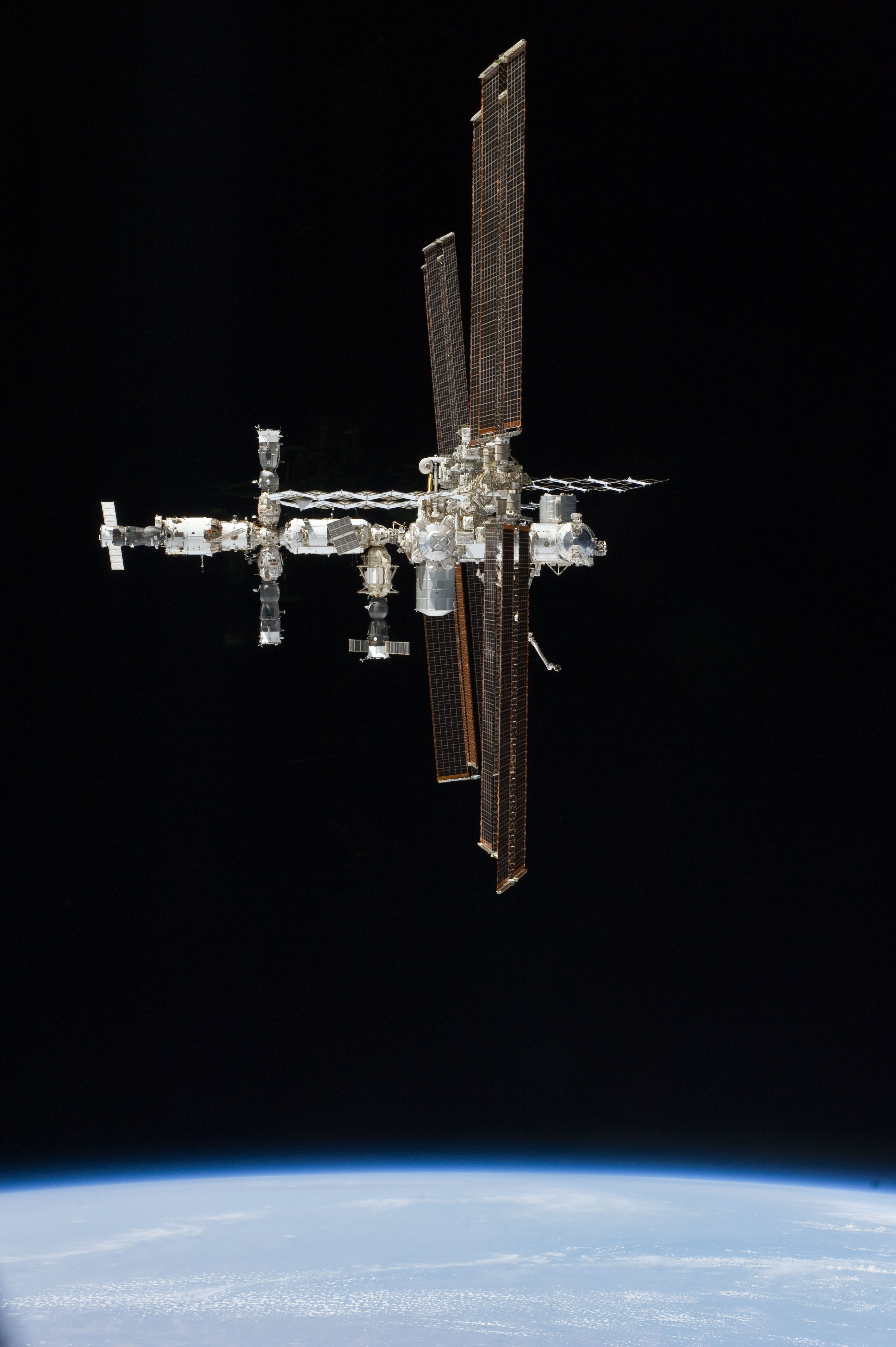
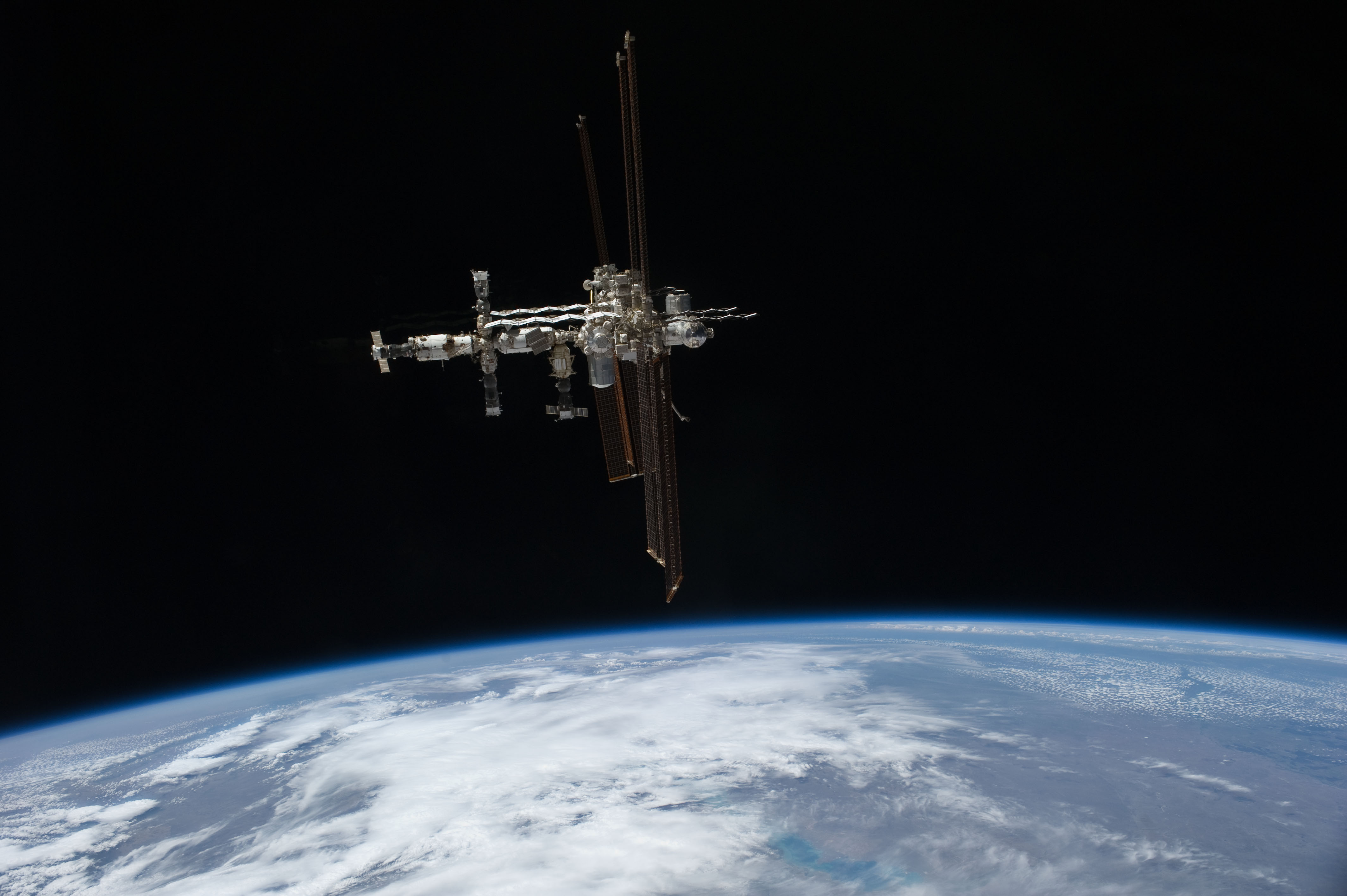
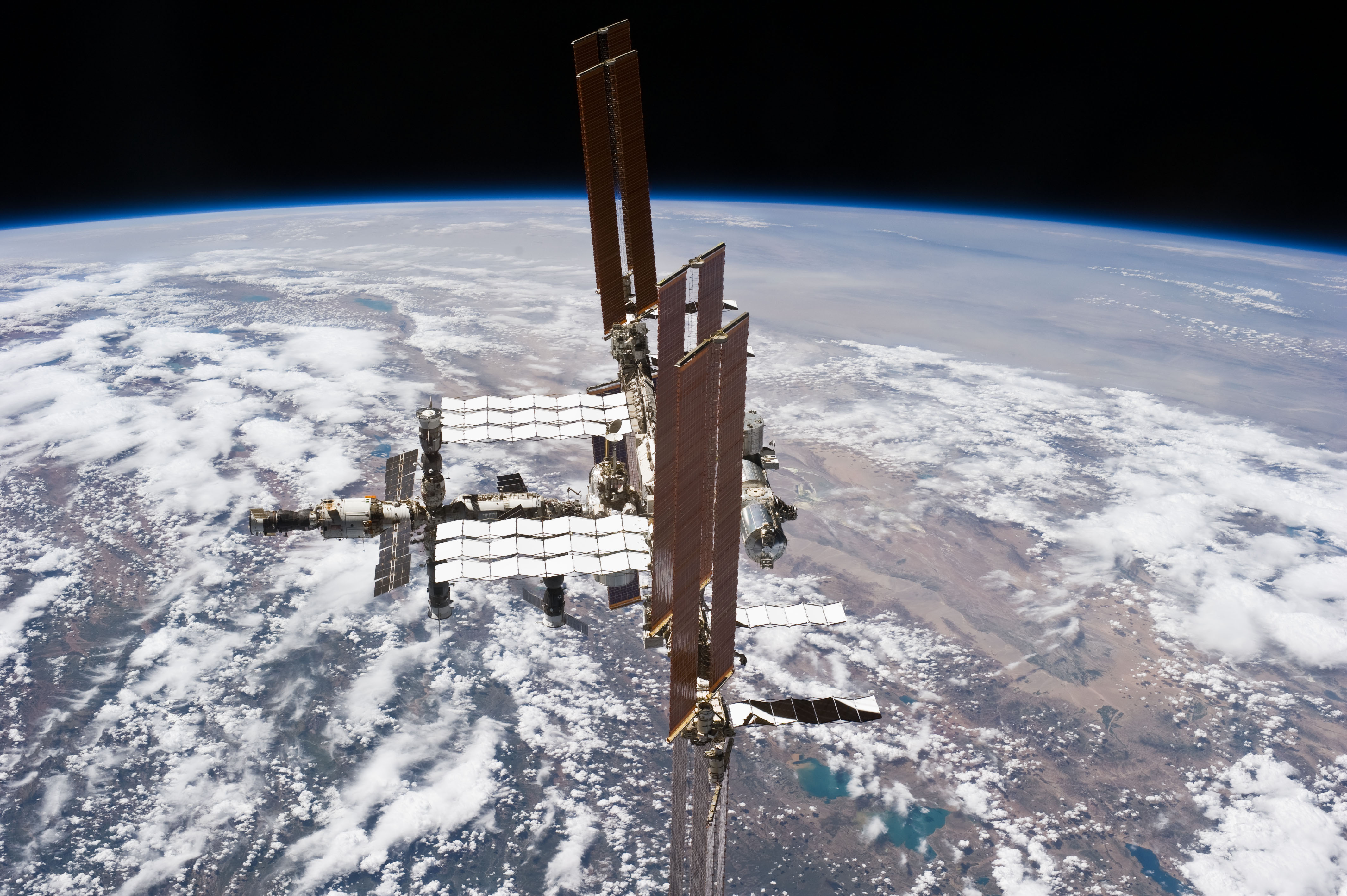
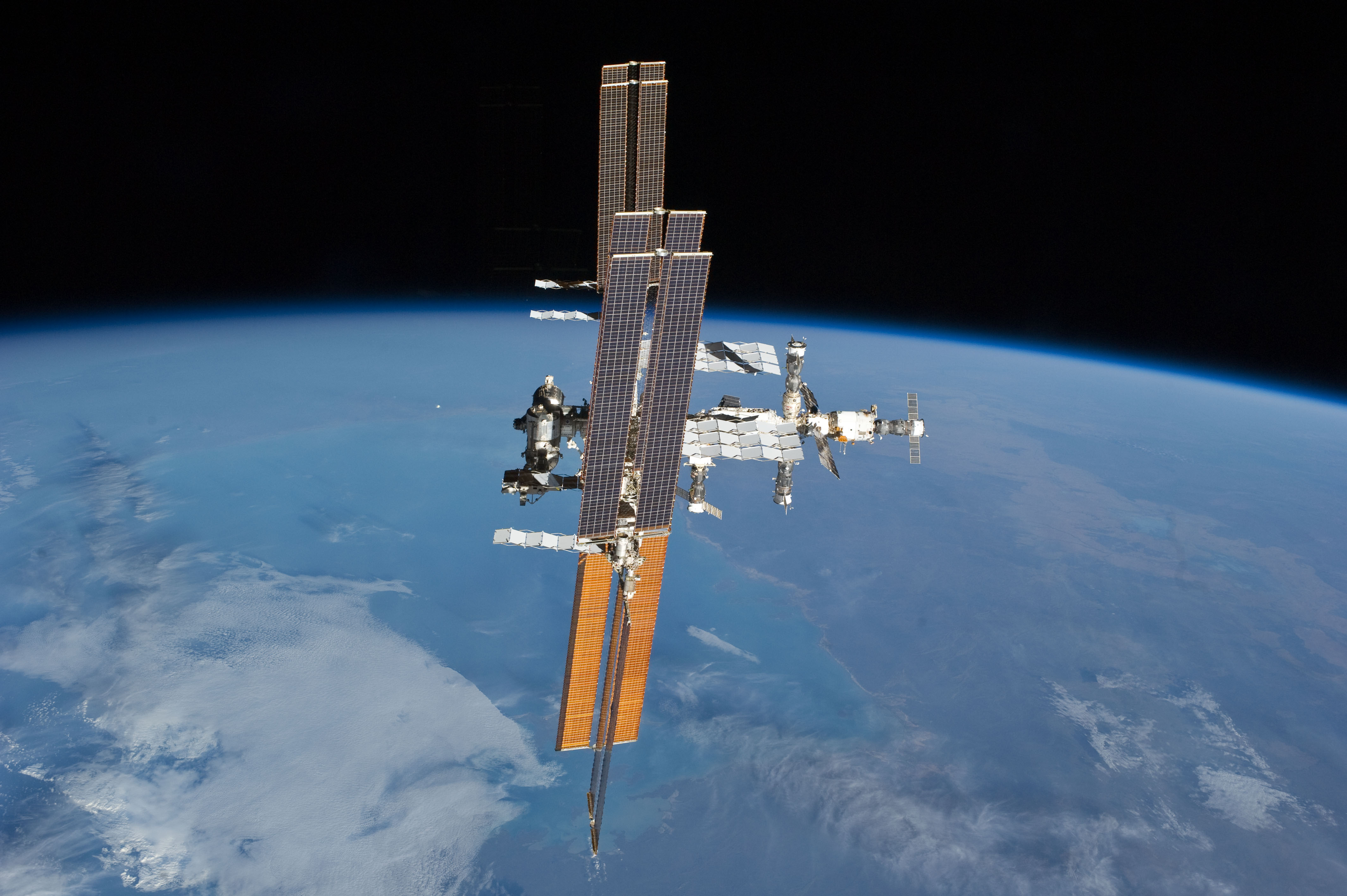

### 20 luglio (13º giorno)

Video del lancio del satellite miniaturizzato PSSC-2

L'equipaggio ha effettuato i preparativi per rientrare a terra, verificando le superfici di volo e il Reaction Control System. I responsabili della missione hanno informato gli astronauti che le immagini dello scudo termico raccolte il giorno precedente non mostravano danneggiamenti.
L'equipaggio ha lanciato un satellite miniaturizzato chiamato Pico-Satellite Solar Cell Testbed 2 (PSSC-2), in orbita bassa terrestre. Il satellite, un dimostratore tecnologico di 3,7 kg e con dimensioni di 13 cmx13 cmx25 cm è stato lanciato da un contenitore contenuto nella stiva di carico dello Shuttle.
Gli astronauti della missione STS-135 hanno partecipato ad un ultimo gruppo di interviste. Successivamente hanno completato i preparativi per l'atterraggio, testando i sistemi dello Shuttle e ritraendo l'antenna a banda Ku.

### 21 luglio (14º giorno - atterraggio)

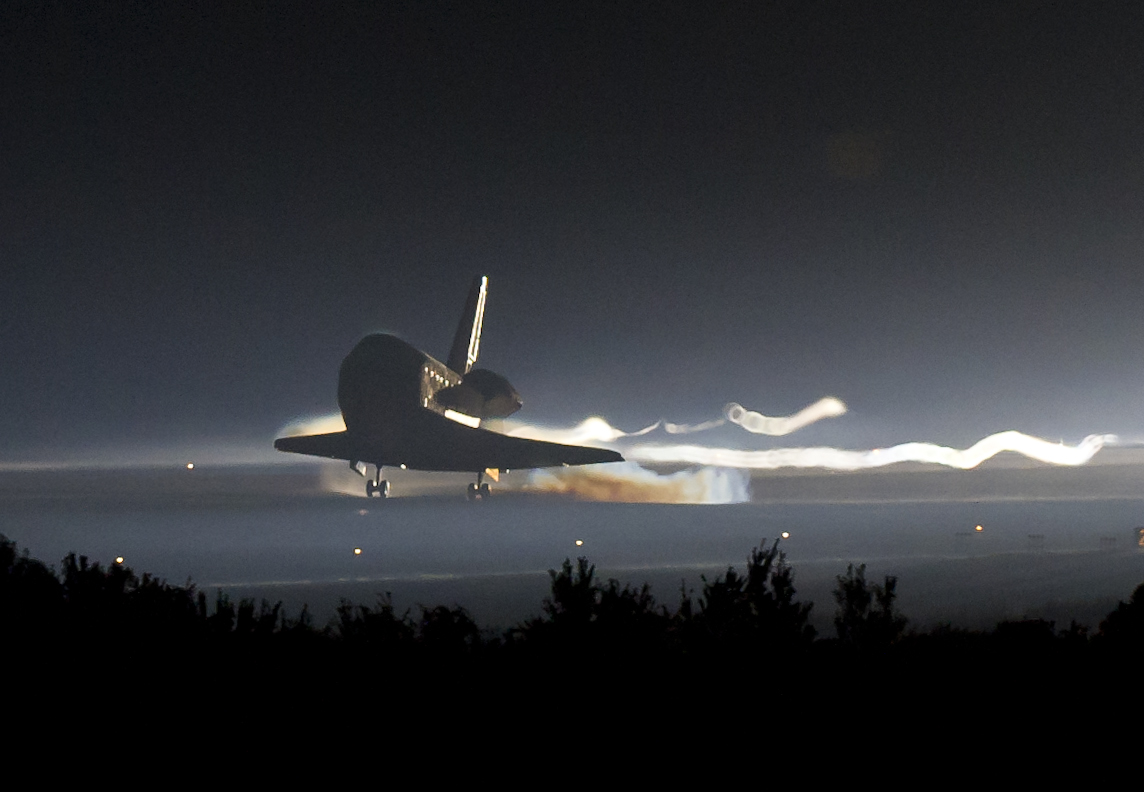
L'Atlantis atterra al Kennedy Space Center

L'accensione per l'uscita dall'orbita è avvenuta alle 4:49 EDT e alle 5:25 EDT lo Shuttle è entrato nell'atmosfera. L'Atlantis ha toccato terra sulla pista 15 del Kennedy Space Center alle 5:57 EDT, completando la sua 33ª ed ultima missione nello spazio.
Con questa ultima missione, l'Atlantis ha orbitato attorno alla terra 4848 volte, percorrendo un totale di 202 673 974 km e trascorrendo 307 giorni nello spazio.

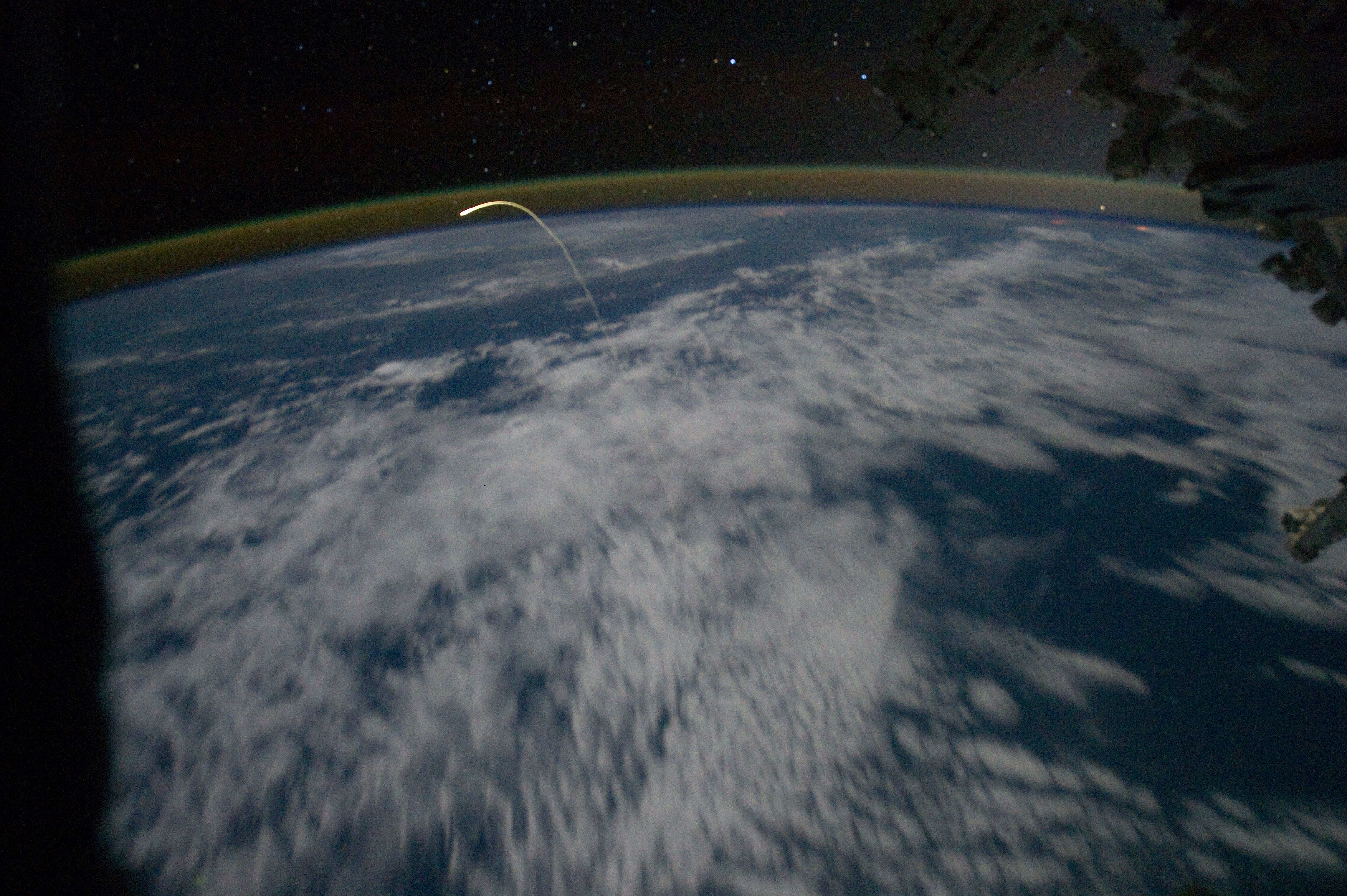
La scia di plasma creata dall'Atlantis mentre entra nell'atmosfera terrestre, vista dalla stazione spaziale
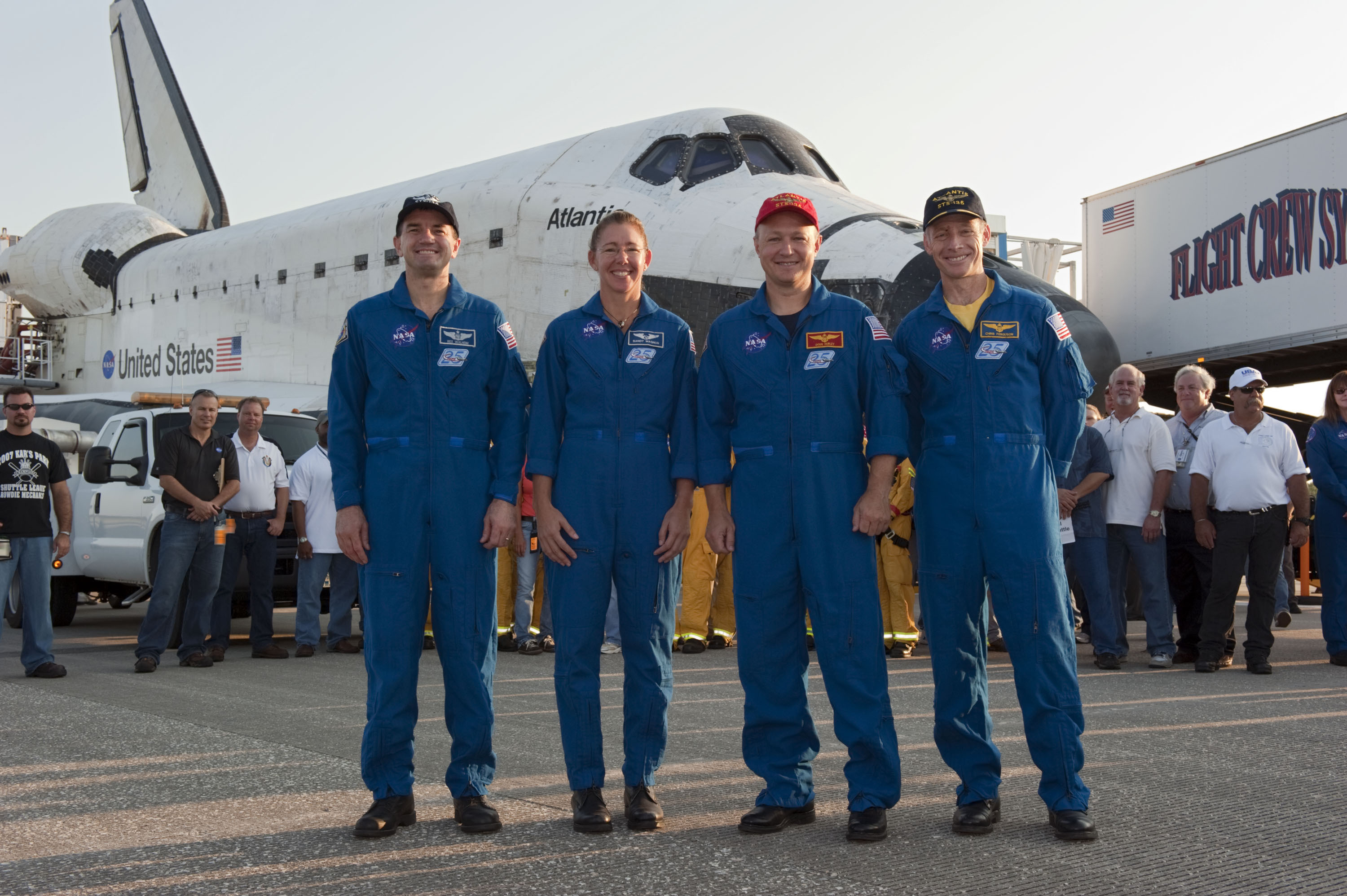
L'equipaggio della missione STS-135 di fronte all'Atlantis
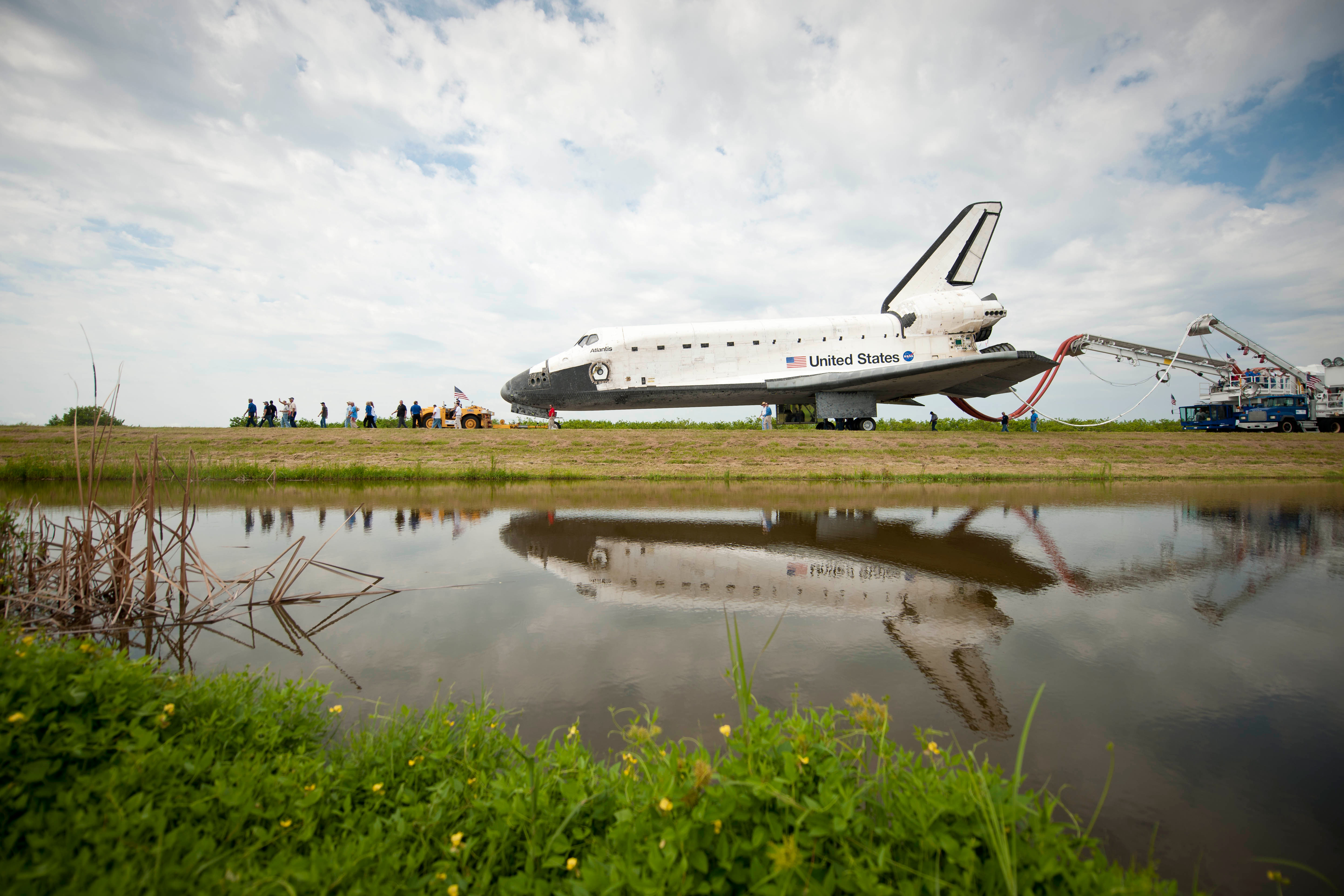
L'Atlantis viene portato nell'Orbiter Processing Facility 2
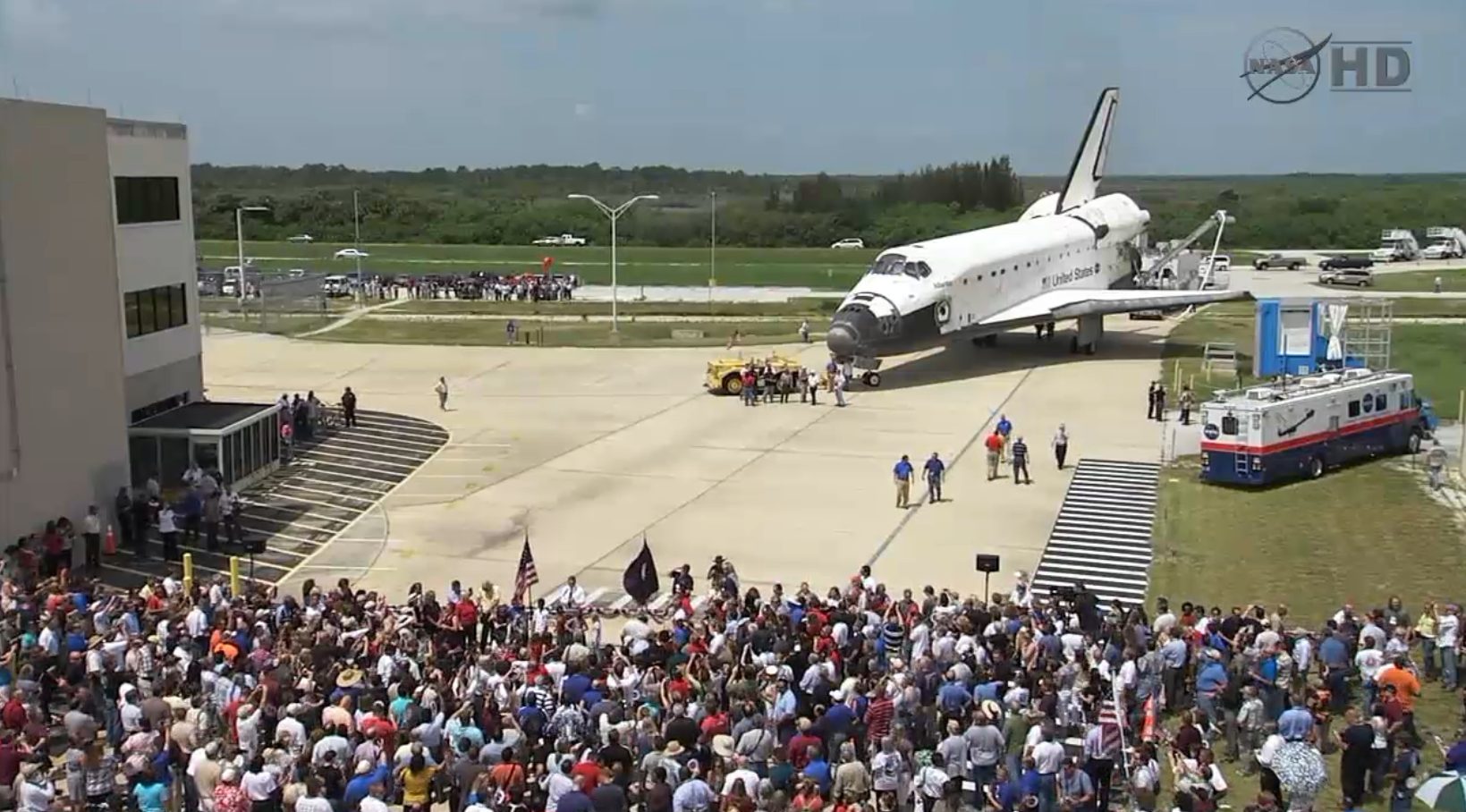
Una folla di persone ammira l'Atlantis nei pressi dell'Orbiter Processing Facility il 21 luglio 2011.

## Risveglio
Come tradizione per tutti i voli NASA a partire dal programma Gemini, per ogni giorno di missione, l'equipaggio della STS-134 ha ascoltato un particolare brano musicale scelto da un astronauta, che per lui ha un particolare significato.
- Giorno 2: Viva la Vida dei Coldplay, per Douglas Hurley. MP3 WAV
- Giorno 3: Mr. Blue Sky degli Electric Light Orchestra, per Christopher Ferguson. MP3 WAV
- Giorno 4: Tubthumping dei Chumbawamba, per Sandra Magnus. MP3 WAV
- Giorno 5: More di Matthew West, per Rex Walheim. MP3 WAV
- Giorno 6: Rocket Man di Elton John, per l'intero equipaggio. MP3 WAV
- Giorno 7: Man on the Moon cantata da Michael Stipe, per l'intero equipaggio. MP3 WAV
- Giorno 8: Good Day Sunshine dei The Beatles, per l'intero equipaggio.
- Giorno 9: Run the World di Beyoncé Knowles, per Sandra Magnus.
- Giorno 10: Celebration dei Kool & the Gang, per Sandra Magnus.
- Giorno 11: Days Go By di Keith Urban, per Rex Walheim.
- Giorno 12: Don't Panic di Coldplay, per Douglas Hurley.
- Giorno 13: Fanfare for the Common Man di Aaron Copland, per Christopher Ferguson.
- Giorno 14: God Bless America cantata da Kate Smith, per l'intero equipaggio.